# Remshalden
Remshalden ist eine Gemeinde im Rems-Murr-Kreis in Baden-Württemberg. Sie gehört zur Region Stuttgart (bis 1992 Region Mittlerer Neckar) und zur europäischen Metropolregion Stuttgart.

## Geographie

### Geographische Lage
Remshalden liegt rund 25 Kilometer nordöstlich von Stuttgart im Remstal entlang der Bundesstraße 29. Das Gemeindegebiet erstreckt sich über eine Höhenlage von 228,8 m ü. NHN an der Rems beim Austritt aus dem Gemeindegebiet bis 520,7 m ü. NHN auf der Buocher Höhe.

### Nachbargemeinden
Die Gemeinde Remshalden wird von folgenden Gemeinden und Städten umschlossen (beginnend im Norden, im Uhrzeigersinn): Breuningsweiler (Winnenden), Berglen, Schorndorf, Winterbach, Weinstadt und einer zu Waiblingen gehörenden Waldexklave.

### Gemeindegliederung

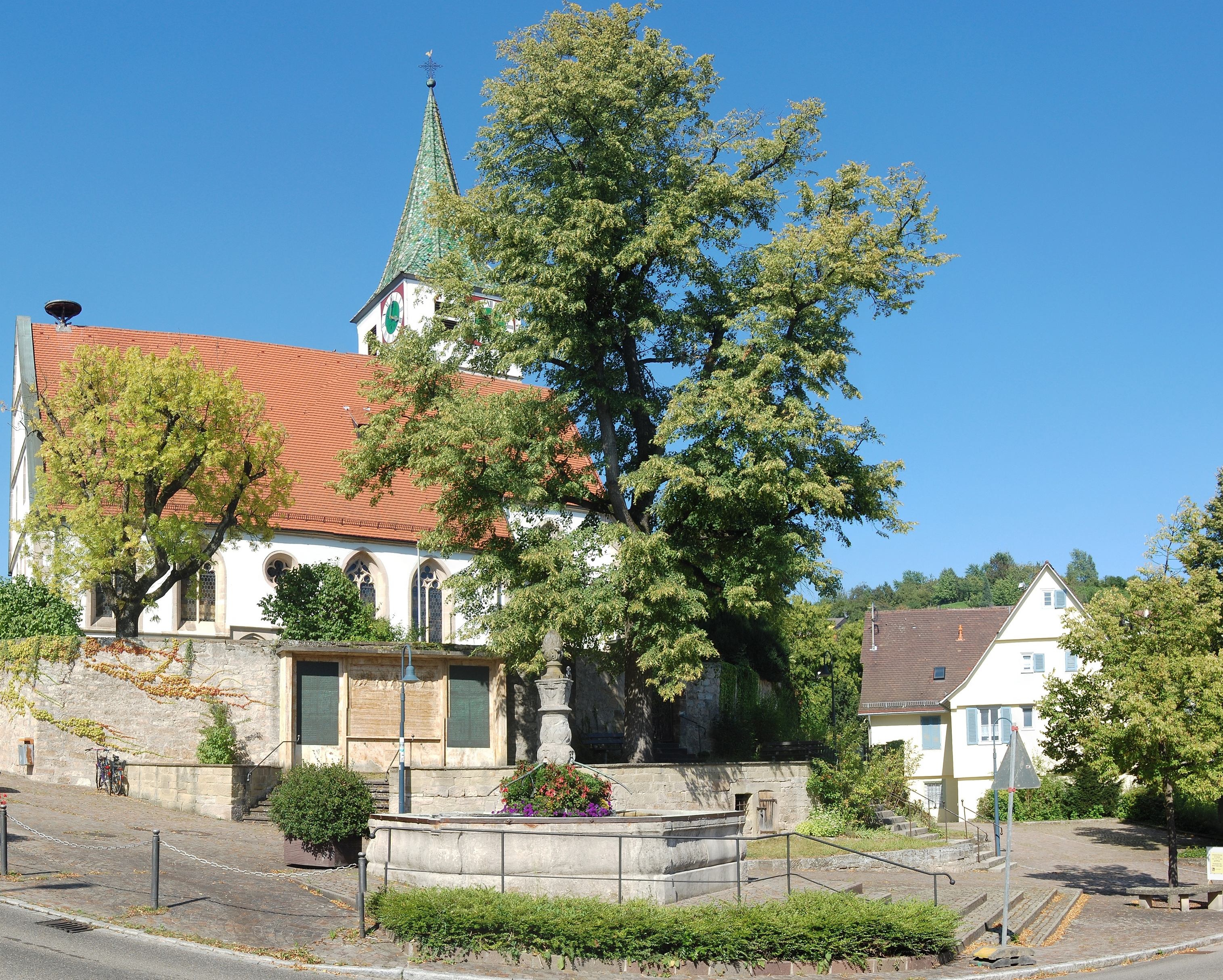
Kirchplatz, Grunbach

Zur Gemeinde Remshalden gehören die Ortsteile Buoch, Geradstetten, Grunbach, Hebsack und Rohrbronn, die identisch mit den gleichnamigen zuvor selbstständigen Gemeinden sind. Zu den Ortsteilen Buoch, Hebsack und Rohrbronn gehören jeweils nur die gleichnamigen Dörfer. Zum Ortsteil Geradstetten gehören das Dorf Geradstetten, die Weiler Bauersberger Hof und Kernershof sowie das Gehöft Rollhof. Zum Ortsteil Grunbach gehören das Dorf Grunbach und der Weiler Osterhof. Die Ortsteile sind durch den vorangestellten Gemeindenamen und, nachgestellt und mit Bindestrich getrennt, den Namen des Ortsteils offiziell benannt.
Auf dem Gebiet des Ortsteils Geradstetten liegt der abgegangene Weiler Seldeneck (auch Selneck) mit der ehemaligen Burg Seldeneck. Auf dem Gebiet des Ortsteils Grunbach liegt die abgegangene Ortschaft Erlachhöfe. In beiden Ortsteilen liegt die Wüstung Vehrenbach mit ihren abgegangenen Höfen Ober-Vehrenbach und Unter-Vehrenbach.

### Flächenaufteilung
Nach Daten des Statistischen Landesamtes, Stand 2014.

### Ortsteile

#### Buoch

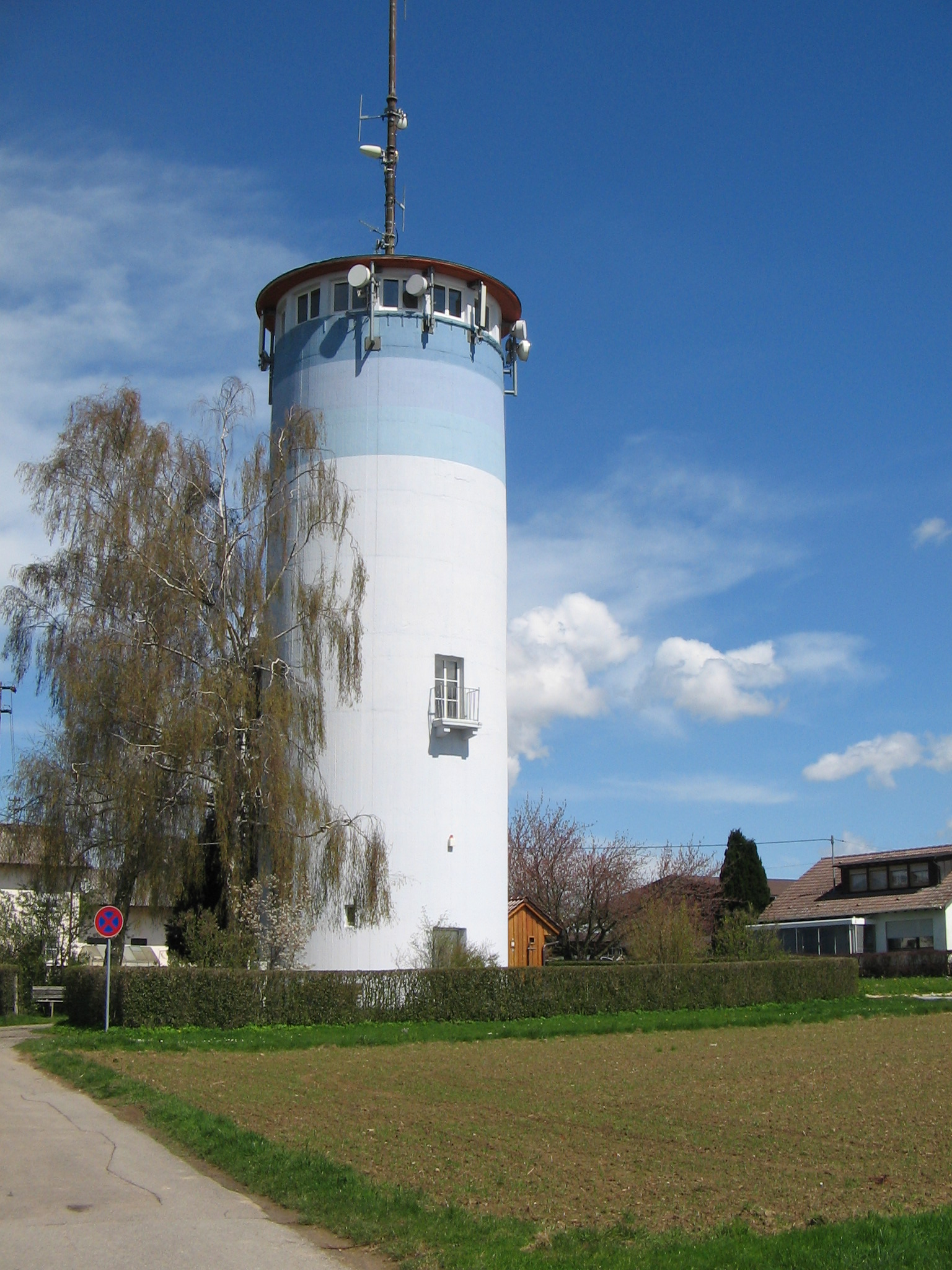
Wasserturm, Buoch

Buoch ist der mit 519 m über dem Meeresspiegel am höchsten gelegene Ortsteil, in dem etwa 700 Menschen leben. Im Jahr 1270 wurde Buoch erstmals urkundlich erwähnt. Der Ort war ursprünglich im Besitz der Herren von Winnenden und kam über die Herren von Neuffen an das Kloster Lorch und mit diesem infolge der Reformation an Württemberg und an das Amt, später Oberamt Winnenden, ab 1808 an das Oberamt Waiblingen, seit 1938 Landkreis Waiblingen. Die spätgotische Pfarrkirche St. Sebastian weist im Turmchor romanische Bauteile auf. Im Gebäude des früher weithin bekannten Buocher Gasthofes Hirsch wurde im April 1987 das Museum im Hirsch eingerichtet. Es zeigt die Keramikproduktion in Buoch vom 12. bis ins 14. Jahrhundert sowie Dichter und Maler in Buoch vom Anfang des 19. bis Anfang des 20. Jahrhunderts.

#### Geradstetten
Geradstetten hat rund 4700 Einwohner und liegt 255 m ü. NN. Der Ort Geradstetten entstand in der älteren Ausbauzeit, wahrscheinlich schon im 9. Jahrhundert. Erstmals urkundlich erwähnt wurde er in einer Urkunde, die am 8. Januar 1291 ausgestellt wurde. In ihr wird ein Rufoni de Gerhartstetin genannt. Mehrere Adelsfamilien hatten Teile des Ortes als württembergisches Lehen inne, darunter die von Urbach und die von Zyllnhardt. Letztere verkauften 1506 einen Teil und 1687 den Rest an das Herzogtum Württemberg, welches das gesamte Dorf nun wieder in Besitz genommen hatte. Geradstetten kam zum Amt, später Oberamt Schorndorf und 1938 zum Landkreis Waiblingen. Letzter Bürgermeister von Geradstetten war von 1950 bis 1974 Wilhelm Gayer, nach dem später die Wilhelm-Gayer-Straße benannt wurde. Wilhelm Gayer stand im andauernden Konflikt mit seinem Hauptkritiker Helmut Palmer. Der Konflikt entstand wegen unterschiedlicher Meinungen im Obstanbau und eskalierte in Anspielungen Palmers auf die NS-Vergangenheit Gayers.

#### Grunbach
Grunbach wurde 1142 erstmals urkundlich erwähnt und ist der älteste und größte Ortsteil mit rund 6000 Einwohnern. 1293 übernahm die Grafschaft Württemberg den Schutz der Güter des Klosters Lorch in Grunbach und ließ sich auch das Recht zur Verwaltung des Orts durch einen eigenen Vogt übertragen. In Grunbach ist bereits 1328 eine Kelter bezeugt; die Weinbautradition kann durch eine Vielzahl von Urkunden nachgewiesen werden. Sie lässt sich auch an den drei ehemaligen Keltern in der Schillerstraße ablesen. Das Wahrzeichen Grunbachs ist die 1481 fertiggestellte evangelische Pfarrkirche, eine einst den Heiligen Dionysius und Veranus geweihte Wehrkirche. Grunbach war dem württembergischen Amt Schorndorf unterstellt, seit 1758 dem Oberamt Schorndorf. 1861 bekam Grunbach mit der Eröffnung der Remsbahn Anschluss an das Schienennetz der Württembergischen Eisenbahn. 1938 wurde Grunbach dem Landkreis Waiblingen zugeordnet. Letzter Bürgermeister von Grunbach bis zur Bildung der neuen Gemeinde Remshalden 1974 war Helmuth Kuhnle, der bis zum 30. Januar 1975 auch erster amtierender Bürgermeister der Gemeinde Remshalden war.

#### Hebsack
Hebsack zählt rund 1500 Einwohner. Dieser Ortsteil wurde 1299 erstmals urkundlich erwähnt und war überwiegend im Besitz der Grafschaft Württemberg. Jedoch auch das Kloster Zimmern bezog noch Einkünfte aus Hebsack, welche nach der Reformation an die Grafen von Öttingen fielen. Diese wurden im Jahre 1744 von Württemberg übernommen. Hebsack gehörte in das Gericht Winterbach und war seit dem 19. Jahrhundert eine eigene Gemeinde im württembergischen Oberamt Schorndorf und somit seit 1938 Bestandteil des Landkreises Waiblingen. Die spätgotische Wendelinskirche wurde 1938/39 wegen einer Straßenbaumaßnahme abgebrochen. Der Marienaltar von 1512/13 sowie der Taufstein und die Kanzel befinden sich in der 1947 erbauten Kreuzkirche. Schon 1920 hatte dort eine Hemdenfabrik große Bedeutung, in der jährlich rund 10.000 blaue Fuhrmannshemden gefertigt wurden.

#### Rohrbronn
In Rohrbronn, dem kleinsten Ortsteil Remshaldens, leben rund 700 Menschen. Erstmals erwähnt wurde Rohrbronn im Jahr 1400. Die Siedlung gehörte zu Winterbach und war mit diesem Ort aus staufischem Besitz an Württemberg gekommen. Zu dieser Zeit gab es nur sieben Häuser. Das Dorf Rohrbronn gehörte zum Stabsamt Winterbach und wurde 1809 Teilgemeinde von Hebsack und nach kurzzeitiger Eingemeindung in Winterbach 1828 selbständige  Gemeinde im Oberamt Schorndorf, das 1938 als Kreis Schorndorf im Landkreis Waiblingen aufging. Über die Jahrhunderte hinweg bestand der Haupterwerb im Wein- und Obstbau, vor allem im Kirschenanbau, was sich im Ortswappen Rohrbronns niedergeschlagen hat. 1965 wurde die evangelische Christuskirche Rohrbronn fertiggestellt.

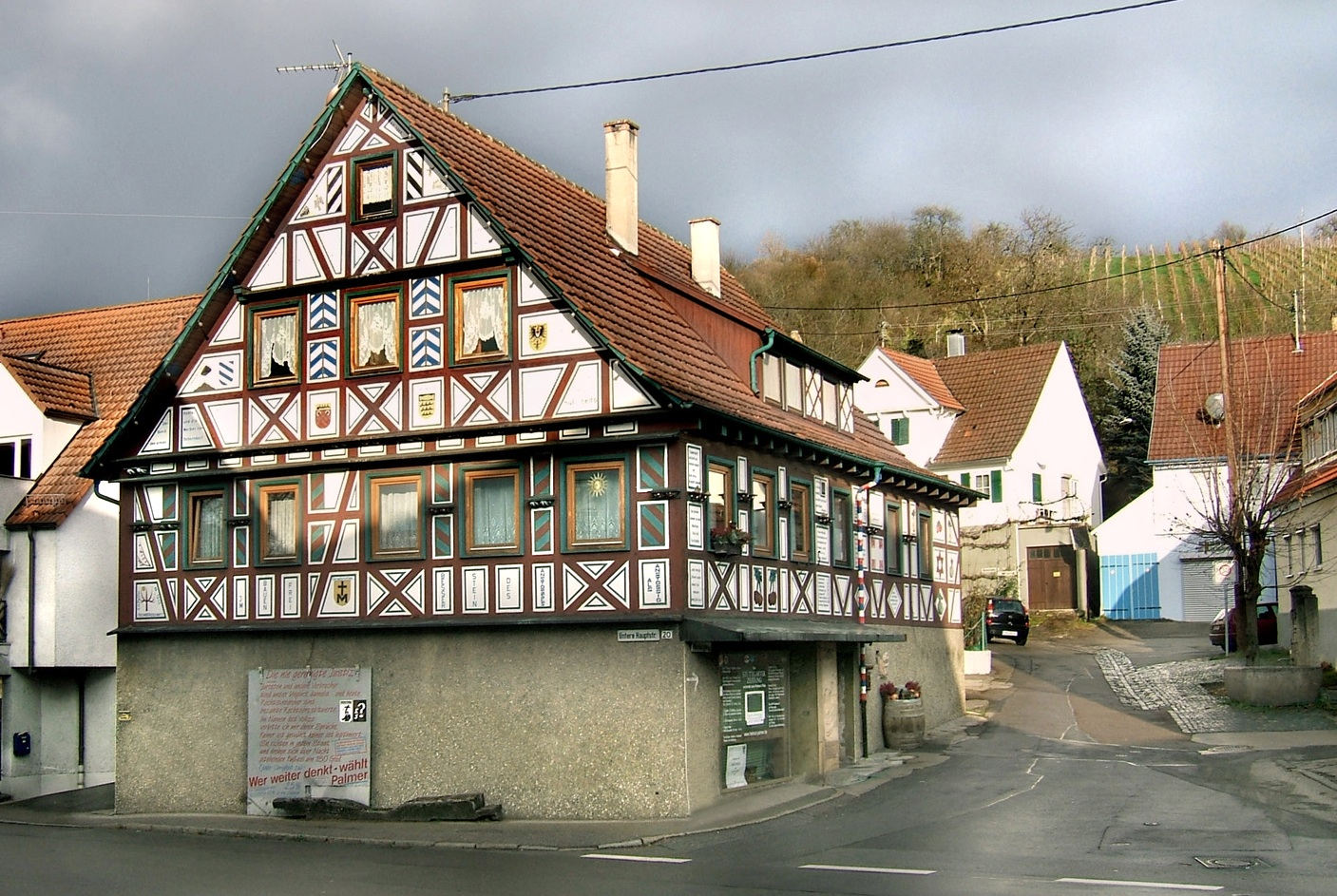
Haus von Helmut Palmer, Geradstetten

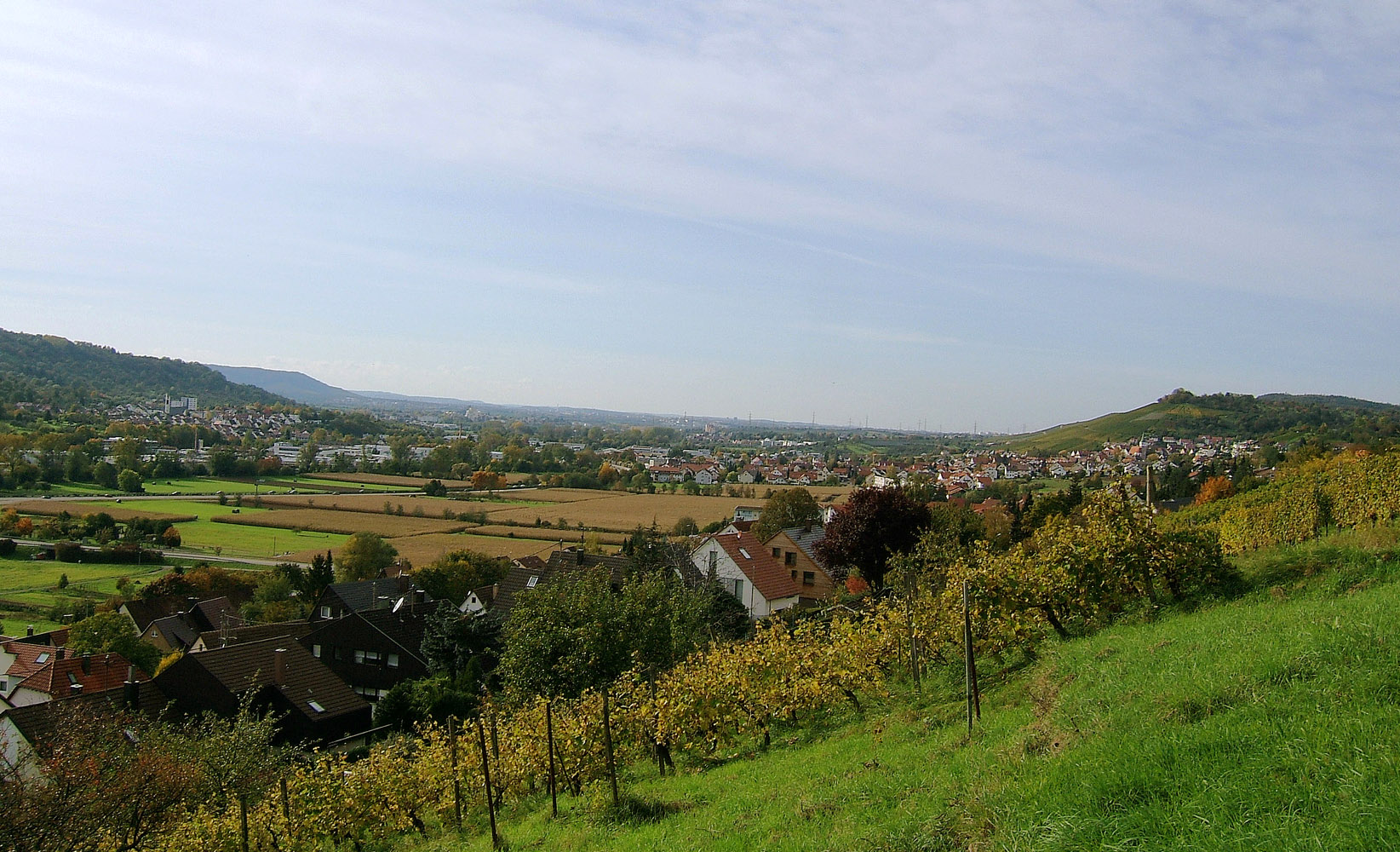
Ortsteil Grunbach
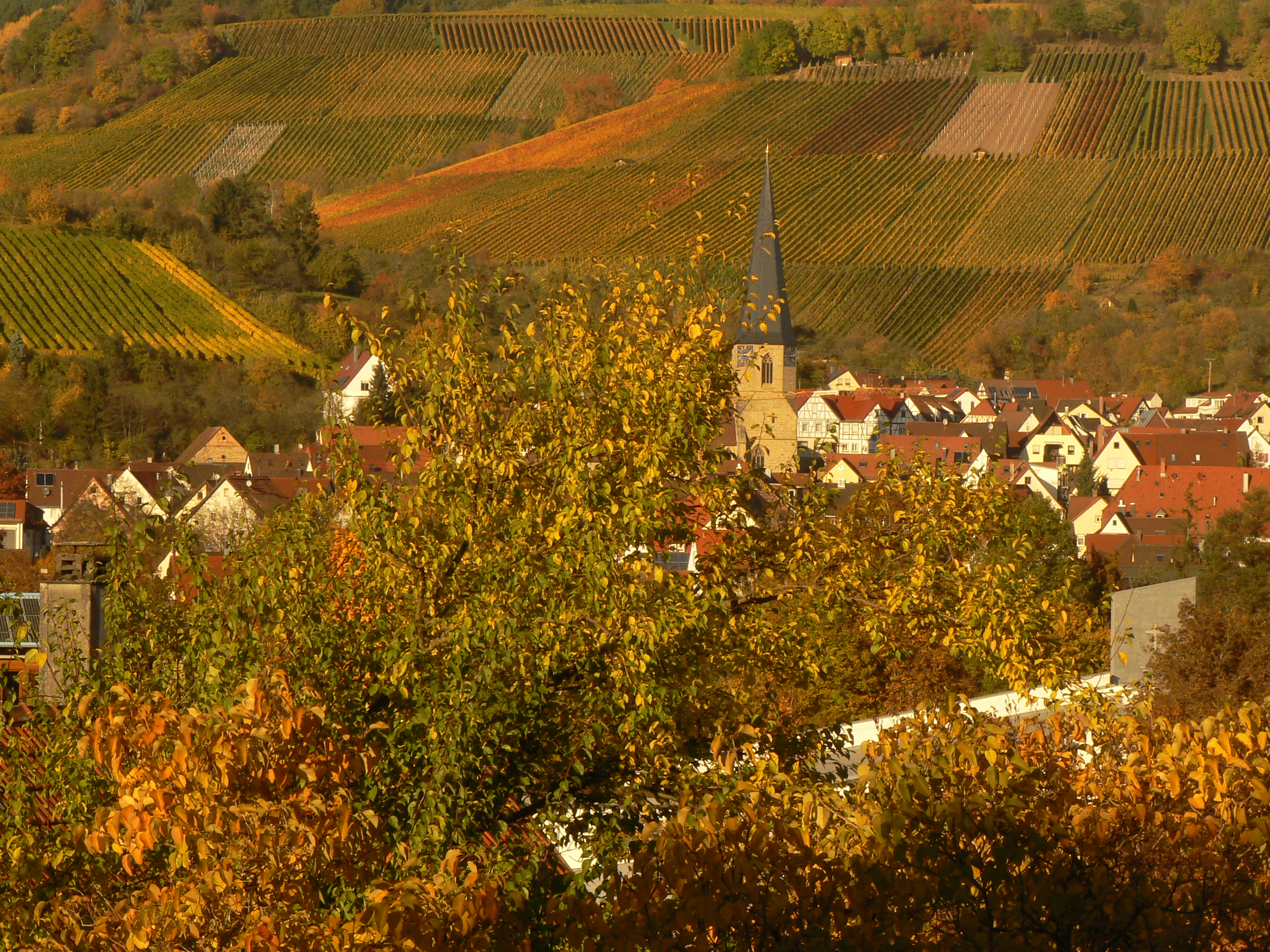
Ortsteil Geradstetten
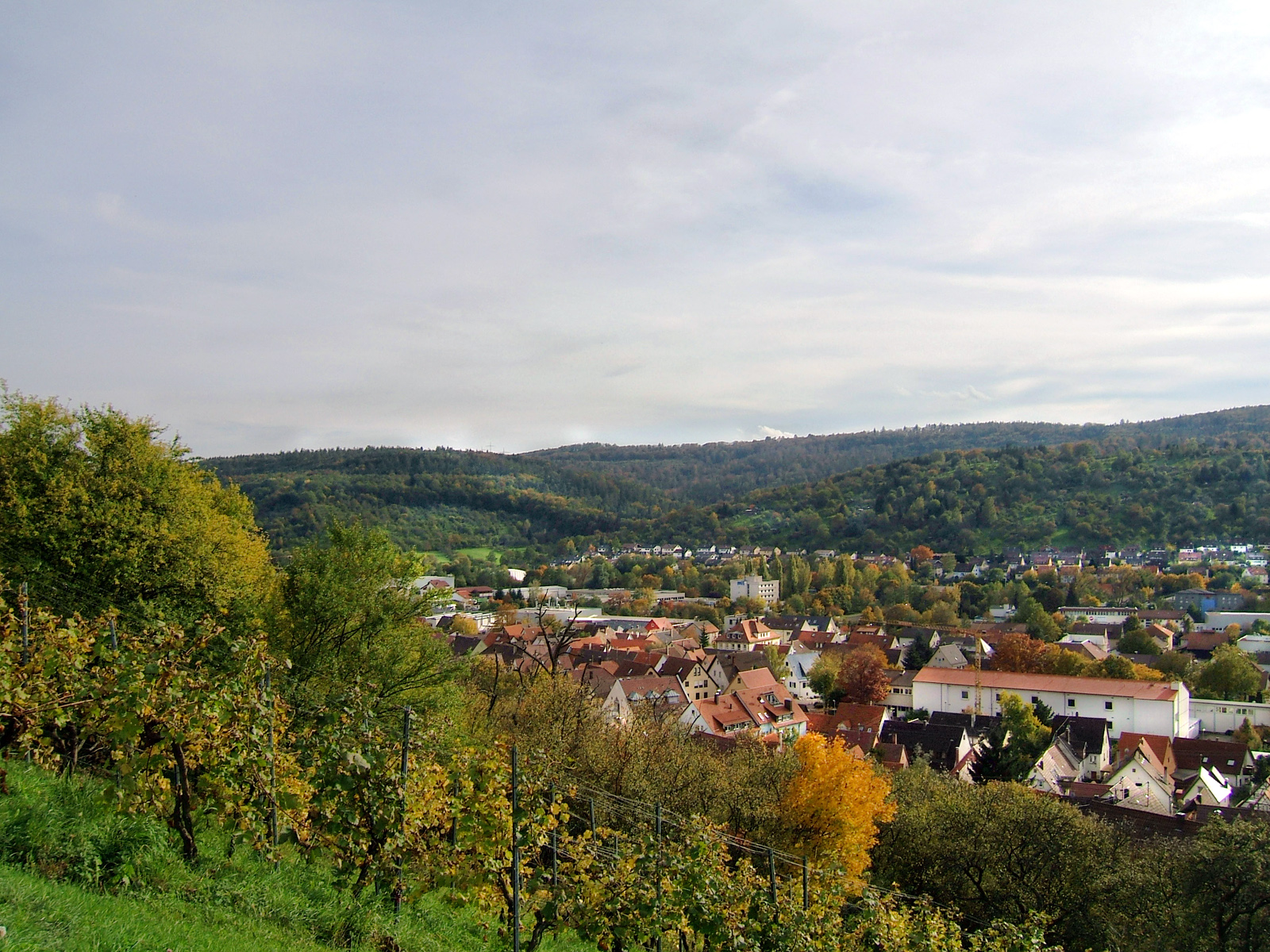
Blick auf Geradstetten
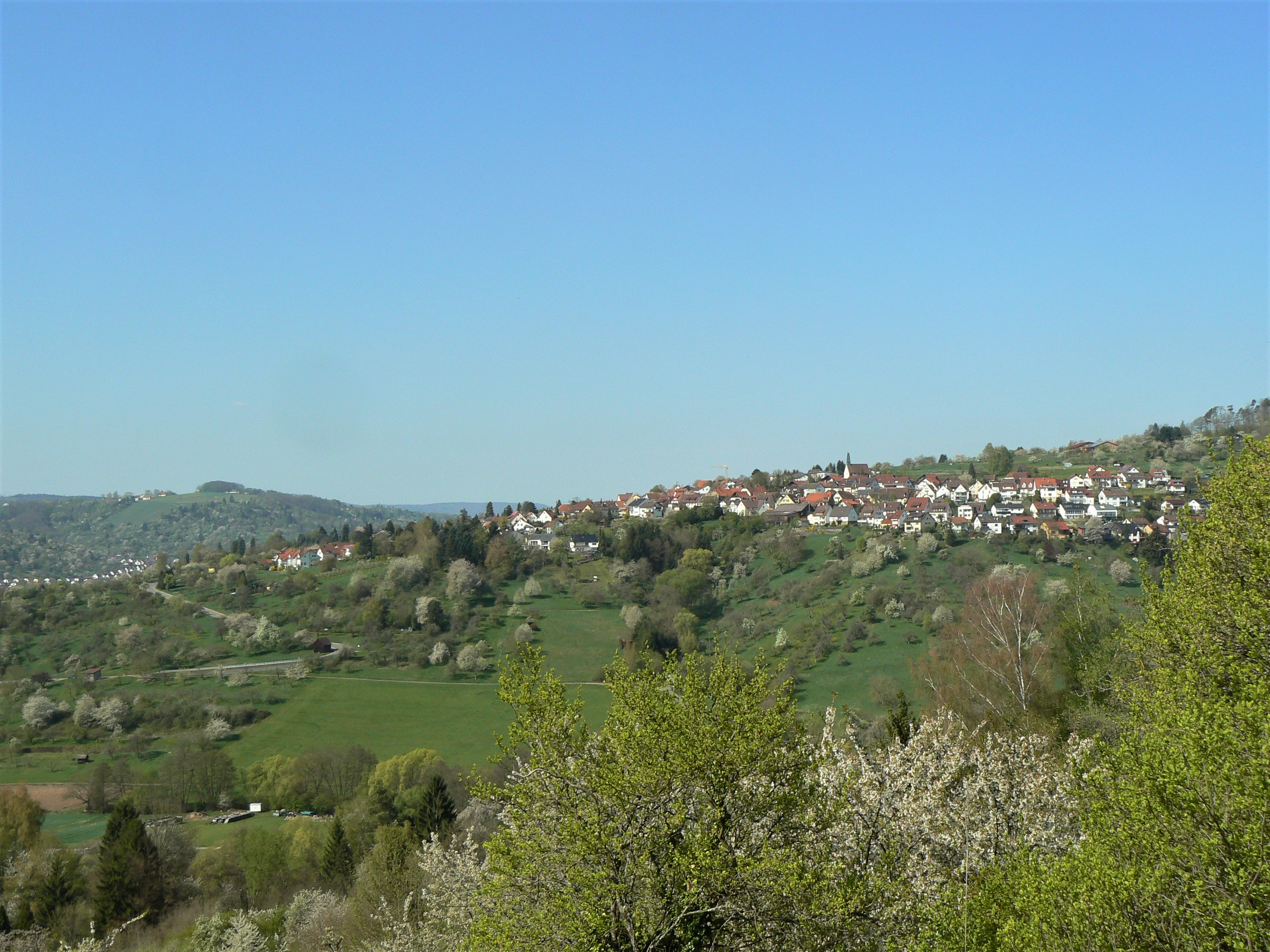
Rohrbronn
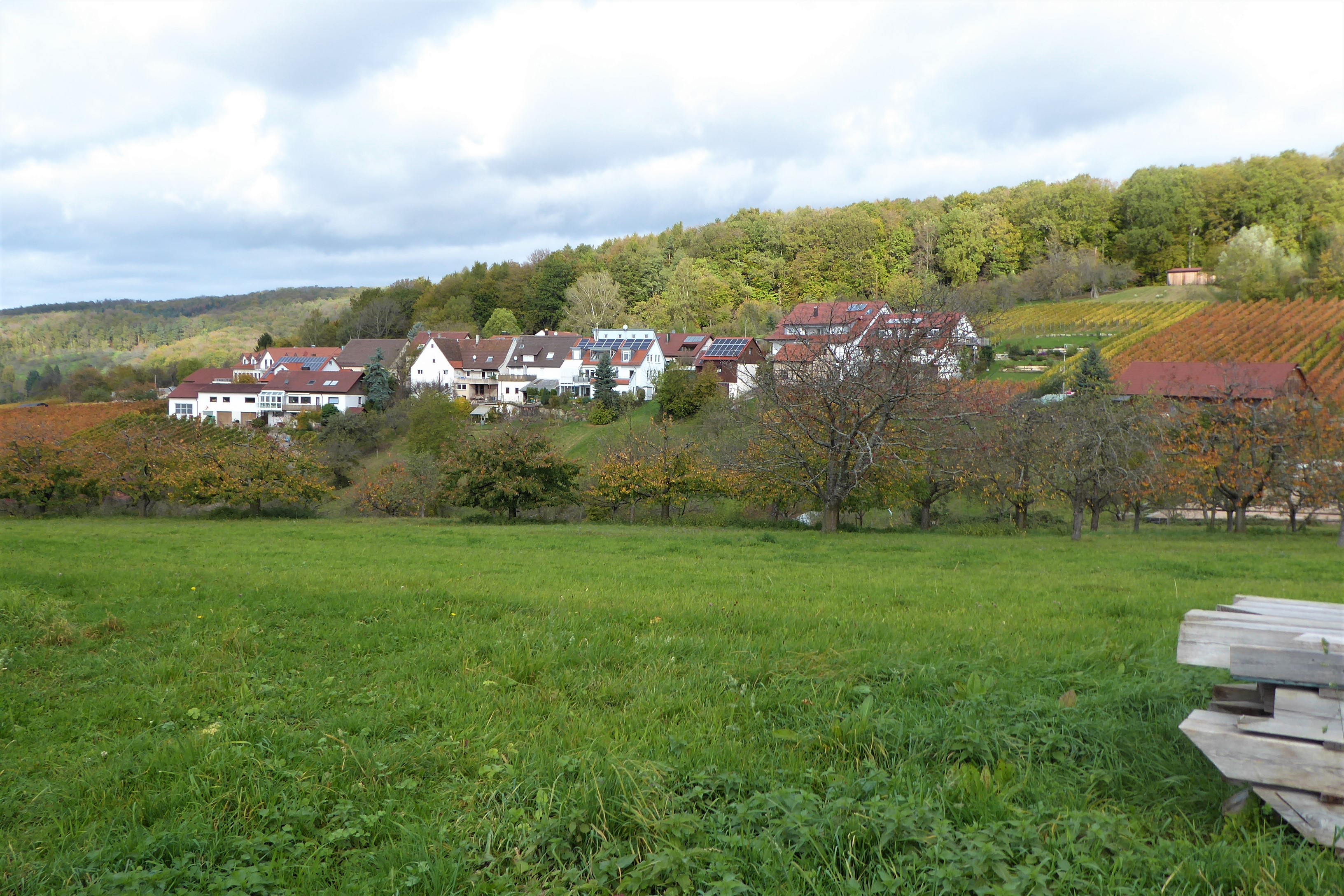
Bauersberger Hof

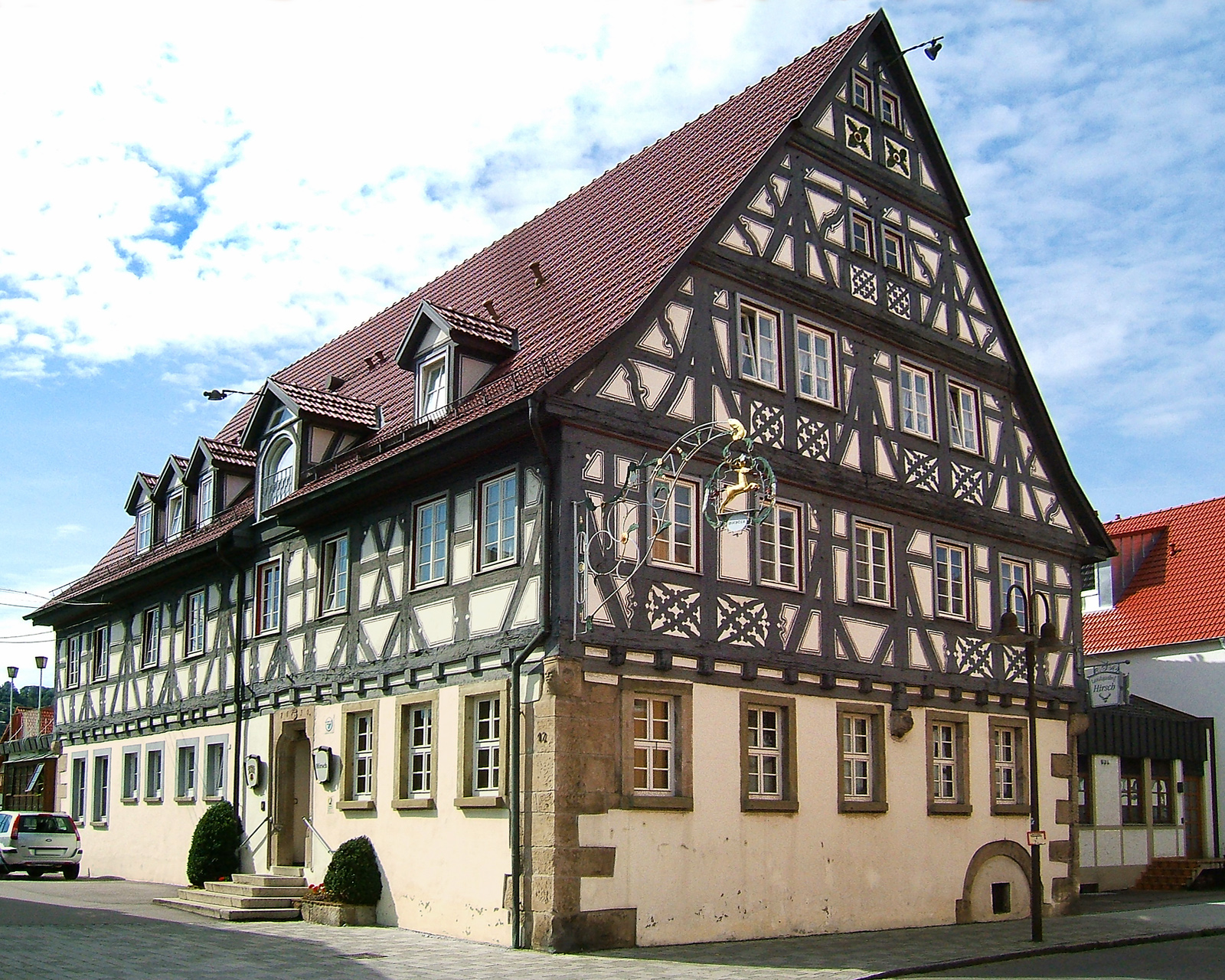
Gasthof Hirsch, Grunbach
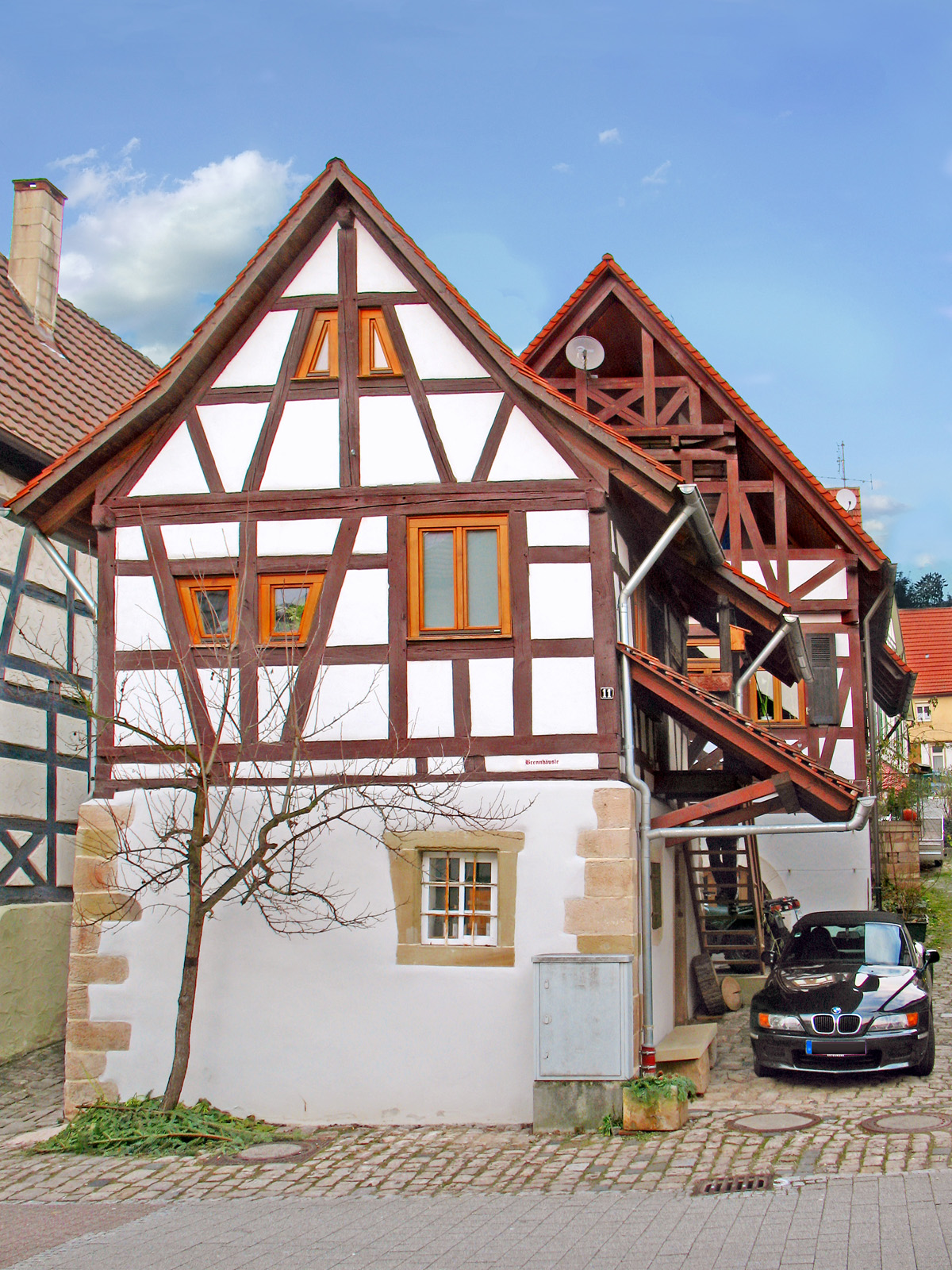
„Brennhäusle“, Geradstetten
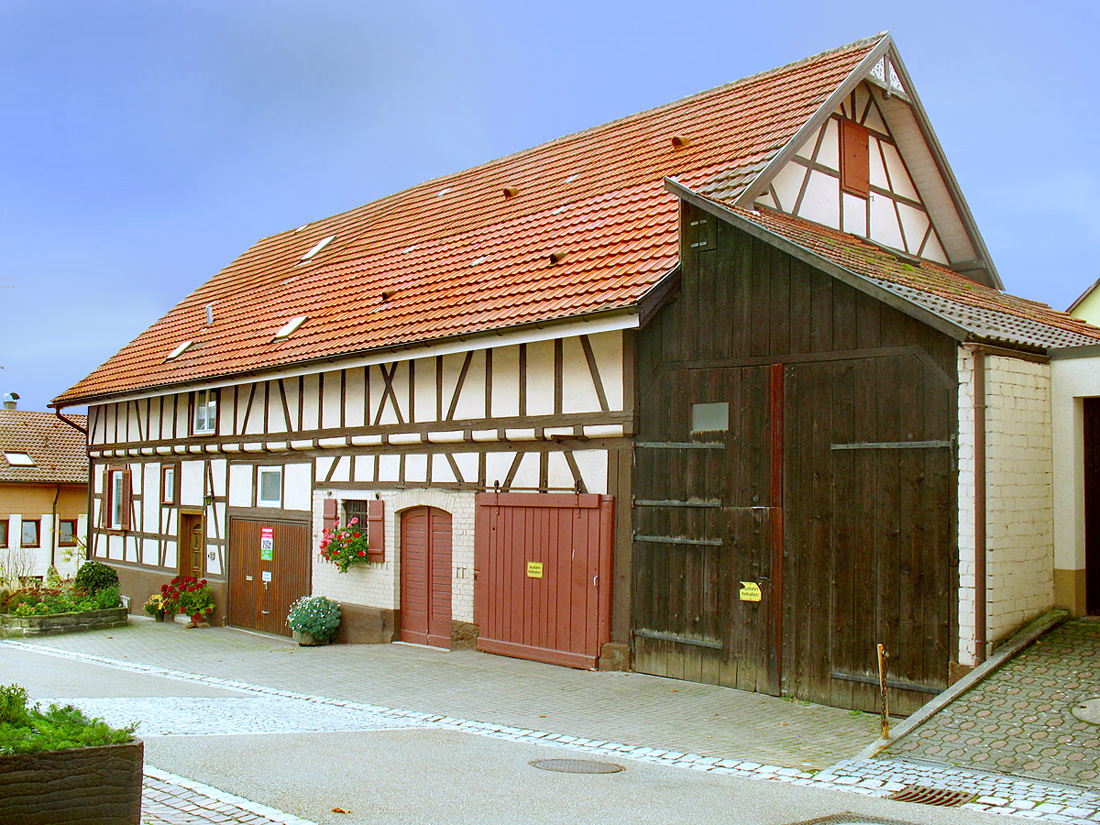
Hebsack
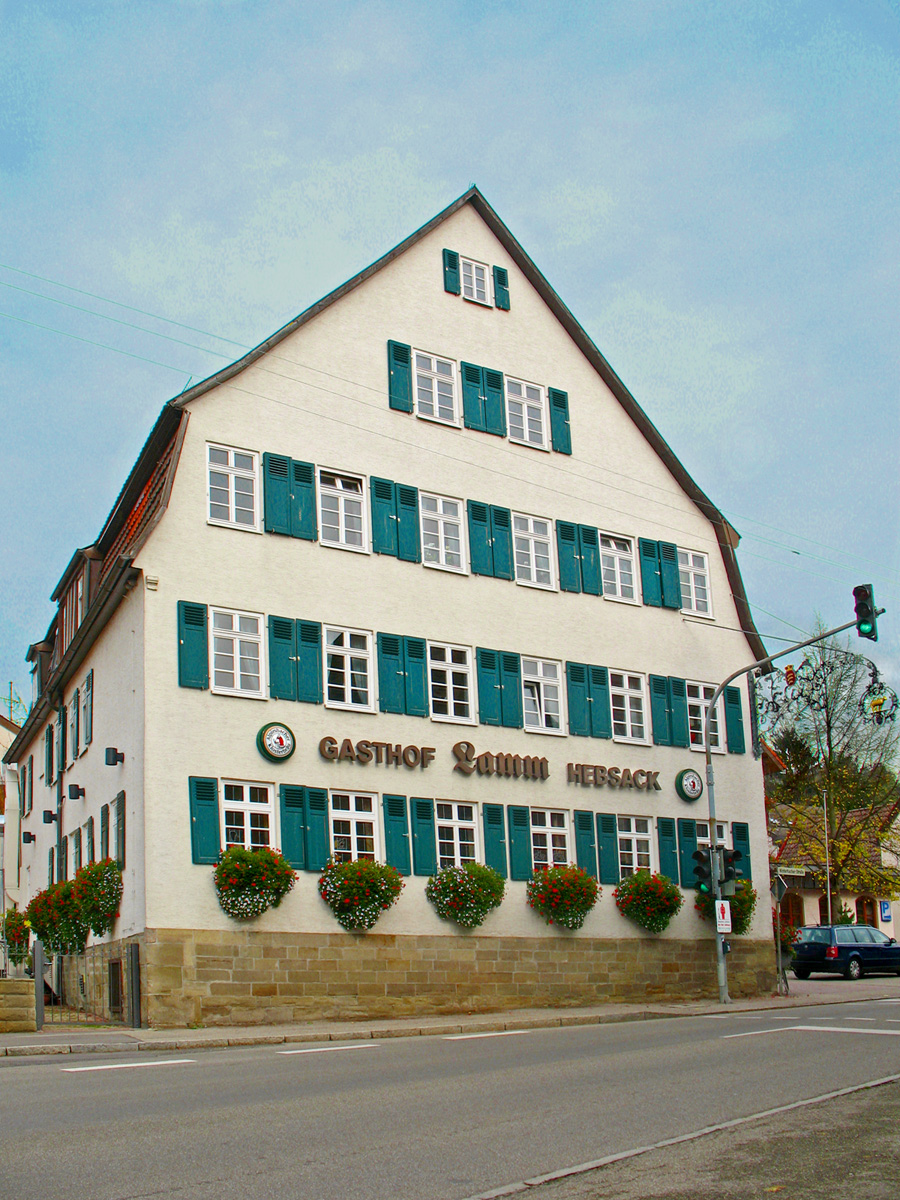
Gasthof Lamm, Hebsack
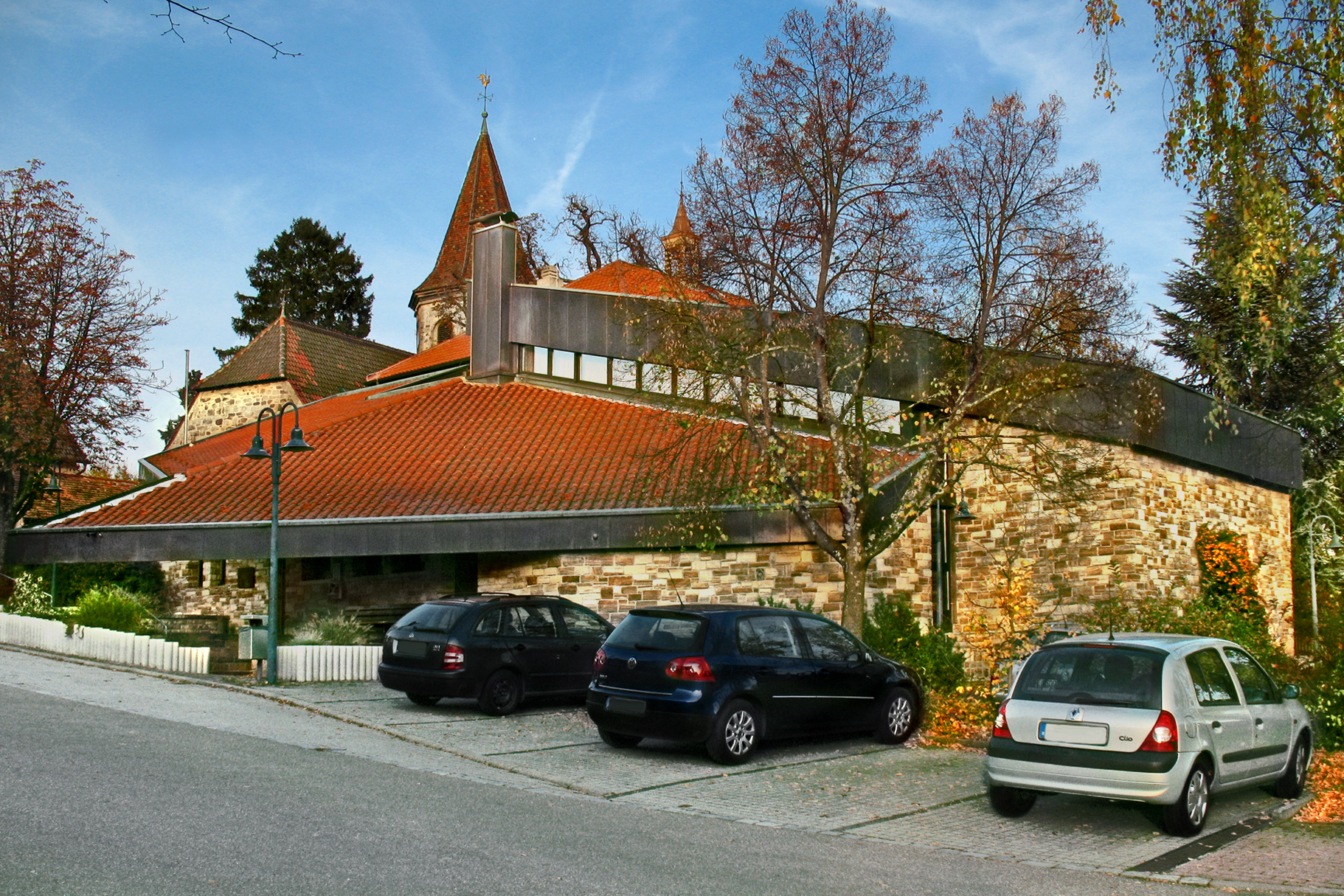
Gemeindehaus, Buoch
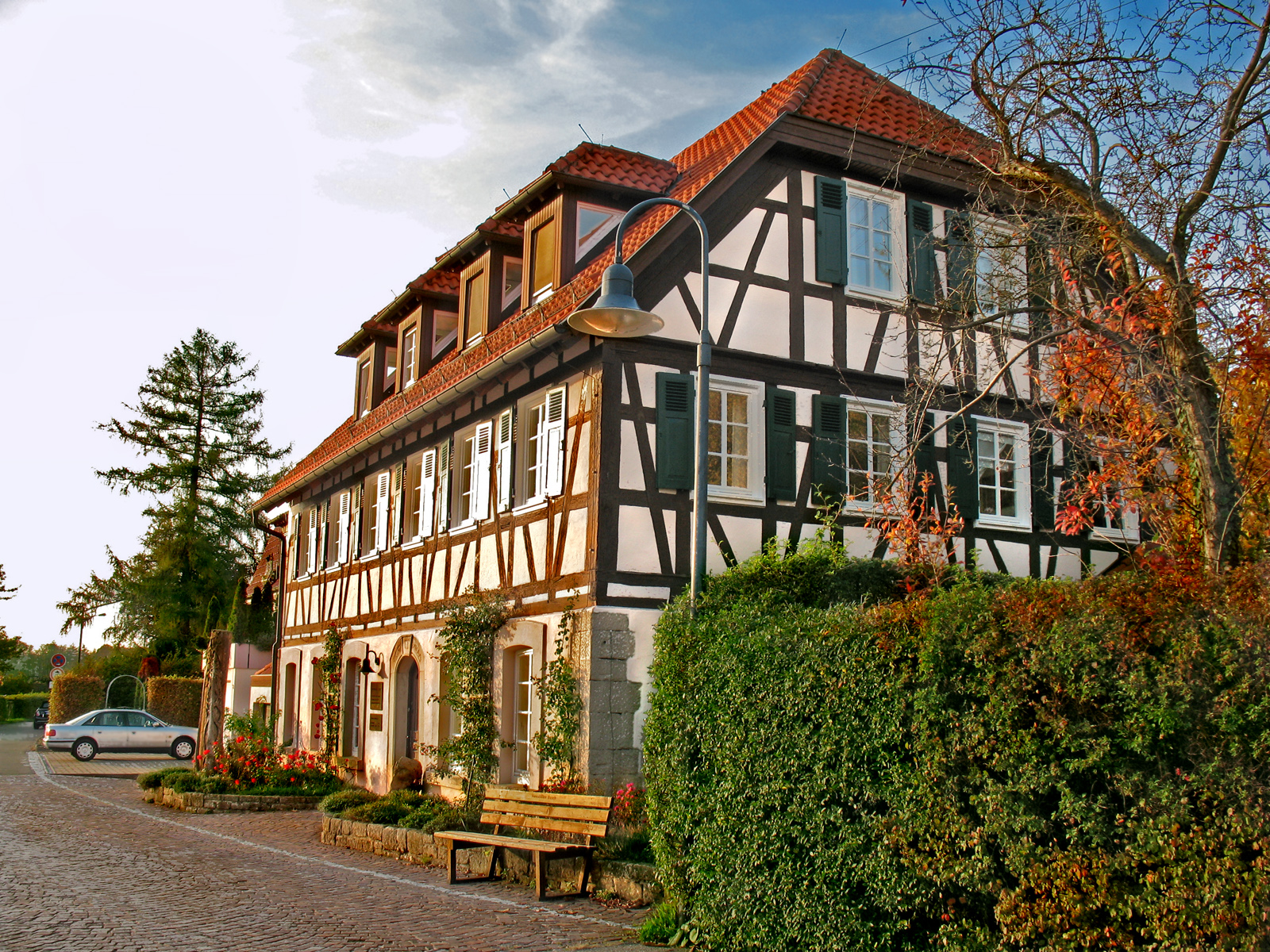
Ehemaliger Gasthof Hirsch, Buoch

#### Einwohnerstatistiken

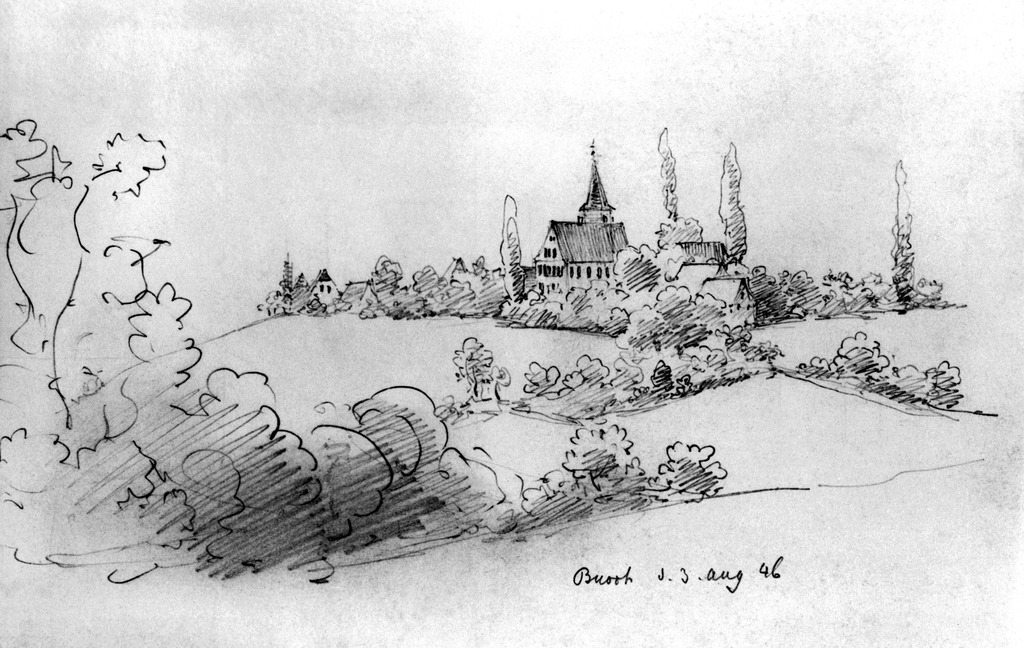
Buoch – Bleistiftzeichnung von General Eduard von Kallee, 1846

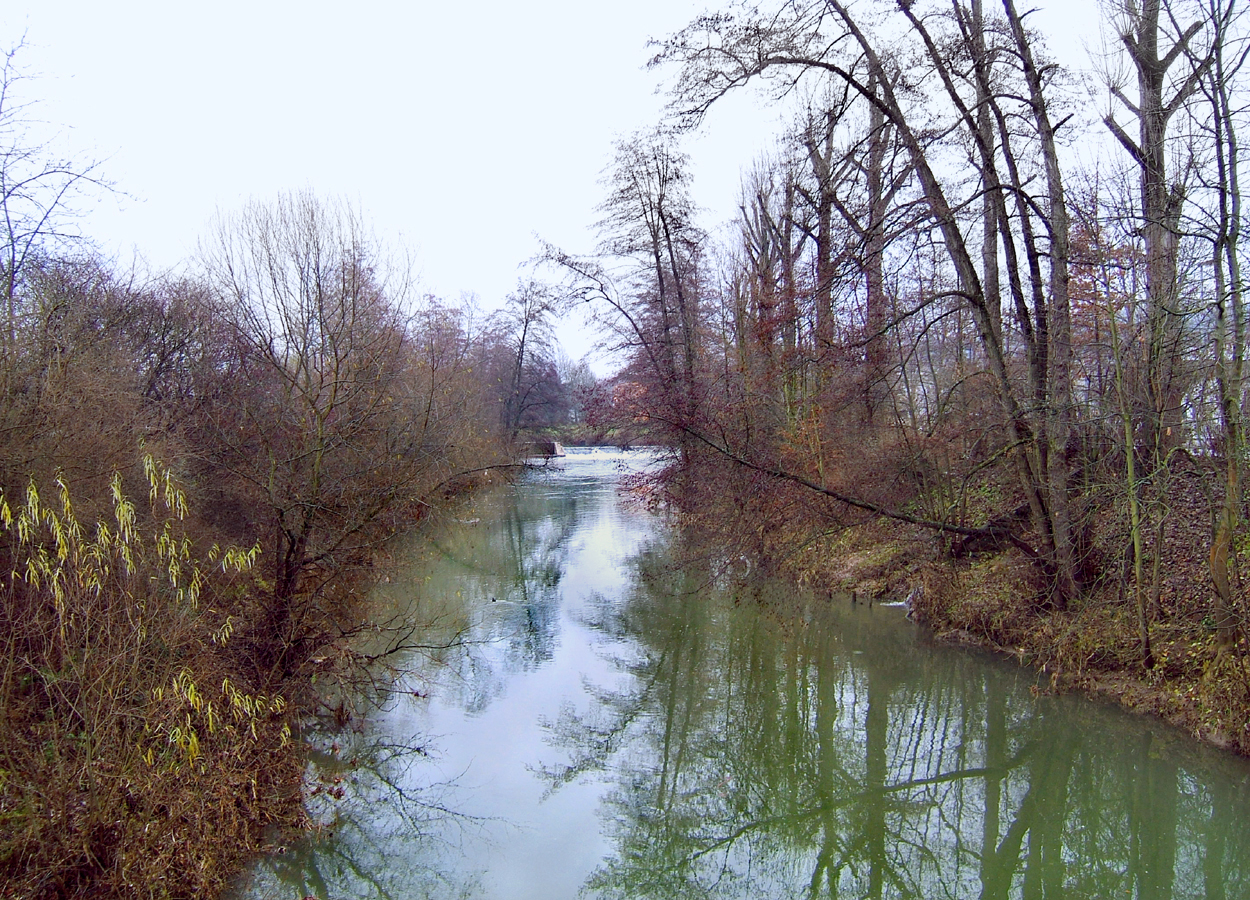
Die Rems bei Geradstetten

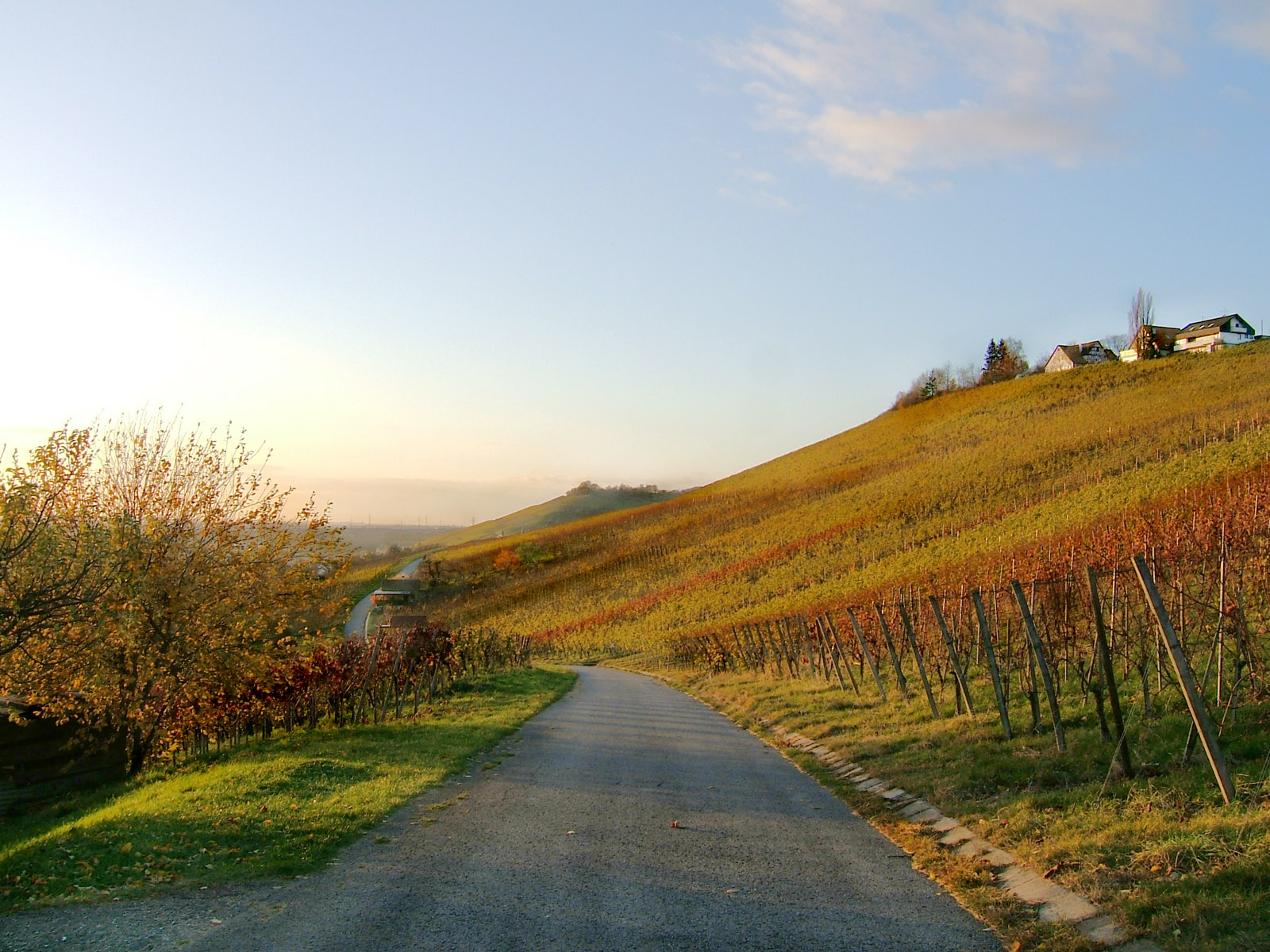
Weinberge, Remshalden

Die Einwohnerzahlen wurden jeweils zum 30. Juni durch die Gemeindeverwaltung Remshalden festgestellt. Die Zahlen weichen von den amtlichen Zahlen des Statistischen Landesamtes ab. Die Zahlen von 1961 und 1970 sind Volkszählungsergebnisse.
| Jahr | Buoch | Geradstetten | Grunbach | Hebsack | Rohrbronn | Insgesamt |
| ---- | ----- | ------------ | -------- | ------- | --------- | --------- |
| 1961 | 432   | 3.127        | 3.232    | 0.768   | 353       | 07.912    |
| 1970 | 512   | 4.461        | 4.715    | 1.282   | 503       | 11.473    |
| 1980 | 620   | 4.374        | 5.310    | 1.573   | 668       | 12.545    |
| 1985 | 665   | 4.298        | 5.422    | 1.625   | 613       | 12.623    |
| 1997 | 686   | 4.697        | 5.808    | 1.607   | 709       | 13.507    |
| 2000 | 713   | 4.751        | 5.843    | 1.578   | 708       | 13.593    |
| 2005 | 673   | 4.739        | 5.966    | 1.564   | 686       | 13.628    |
| 2010 | 647   | 4.672        | 6.057    | 1.481   | 658       | 13.483    |
| 2013 | 647   | 4.697        | 6.154    | 1.443   | 647       | 13.588    |
| 2014 | 654   | 4.733        | 6.220    | 1.453   | 650       | 13.710    |
| 2019 | 698   | 4.984        | 6.561    | 1.574   | 692       | 14.509    |

### Flächenverteilung
Die Markungsflächen der fünf Ortsteile weisen zum 22. November 2004 folgende Flächen aus:
| Ortsteil     | ha   |
| ------------ | ---- |
| Grunbach     | 473  |
| Geradstetten | 631  |
| Hebsack      | 110  |
| Rohrbronn    | 141  |
| Buoch        | 158  |
| Insgesamt    | 1513 |

## Geschichte

### Landesgeschichtliche Zugehörigkeit der Vorgängergemeinden Remshaldens
Die Gemarkung Remshaldens lag im Hochmittelalter als Bestandteil des Pagus Ramesdal (Remsgau) im nördlichen Randgebiet des Herzogtums Schwaben. Die Teilorte gehörten im Verlauf des Spätmittelalters zu den Kerngebieten Altwürttembergs und waren somit seit 1806 auch Bestandteile des neu gegründeten Königreichs Württemberg und des 1918 entstandenen freien Volksstaates Württemberg. 1938, im Zuge einer württembergischen Gebietsreform während der NS-Zeit, kamen alle Orte, die bisher auf die Oberämter (bzw. seit 1934 Kreise) Schorndorf (namentlich Grunbach, Geradstetten, Hebsack und Rohrbronn) und Waiblingen (nämlich Buoch) verteilten waren, zum Landkreis Waiblingen. 1945 fiel der Landkreis Waiblingen in die Amerikanische Besatzungszone und gehörte somit zum neu gegründeten Land Württemberg-Baden, das 1952 im jetzigen Bundesland Baden-Württemberg aufging. Seit der 1973 erfolgten Kreisreform gehörten die beiden Vorgängergemeinden Remshaldens, Geradstetten und Grunbach, zum neu gebildeten Rems-Murr-Kreis.

### Gemeindefusion

Remshalden und Umgebung

Remshalden entstand im Rahmen der Gemeindereform in Baden-Württemberg durch folgende Schritte:
- 1. Januar 1972: Eingemeindung von Rohrbronn und Hebsack nach Geradstetten und von Buoch nach Grunbach[12]
- 13. Mai 1974: Vereinbarung zur Bildung von Remshalden wurde per Unterschrift durch den Bürgermeister Wilhelm Gayer von Geradstetten und den Bürgermeister Helmuth Kuhnle von Grunbach besiegelt
- 1. Oktober 1974: Vereinigung von Geradstetten und Grunbach zur neuen Gemeinde Remshalden[13]

### Einwohnerentwicklung
Die Angaben beziehen sich auf den heutigen Gebietsstand der Gemeinde.
| Jahr | Einwohner |
| ---- | --------- |
| 1961 | 7.912     |
| 1970 | 11.473    |
| 1980 | 12.545    |
| 1985 | 12.632    |
| 1991 | 13.234    |
| 1995 | 13.283    |
| 1997 | 13.507    |
| 2000 | 13.593    |
| 2005 | 13.628    |
| 2007 | 13.533    |

| Jahr | Einwohner |
| ---- | --------- |
| 2008 | 13.461    |
| 2009 | 13.396    |
| 2010 | 13.386    |
| 2011 | 13.455    |
| 2012 | 13.527    |
| 2013 | 13.494    |
| 2014 | 13.630    |
| 2015 | 14.076    |
| 2016 | 14.005    |
| 2017 | 14.077    |

| Jahr | Einwohner |
| ---- | --------- |
| 2018 | 14.074    |
| 2019 |           |
| 2020 |           |
| 2021 |           |
| 2022 | 14.338    |
| 2023 | 14.395    |
| 2024 | 14.354    |
|      |           |
|      |           |
|      |           |

## Religion

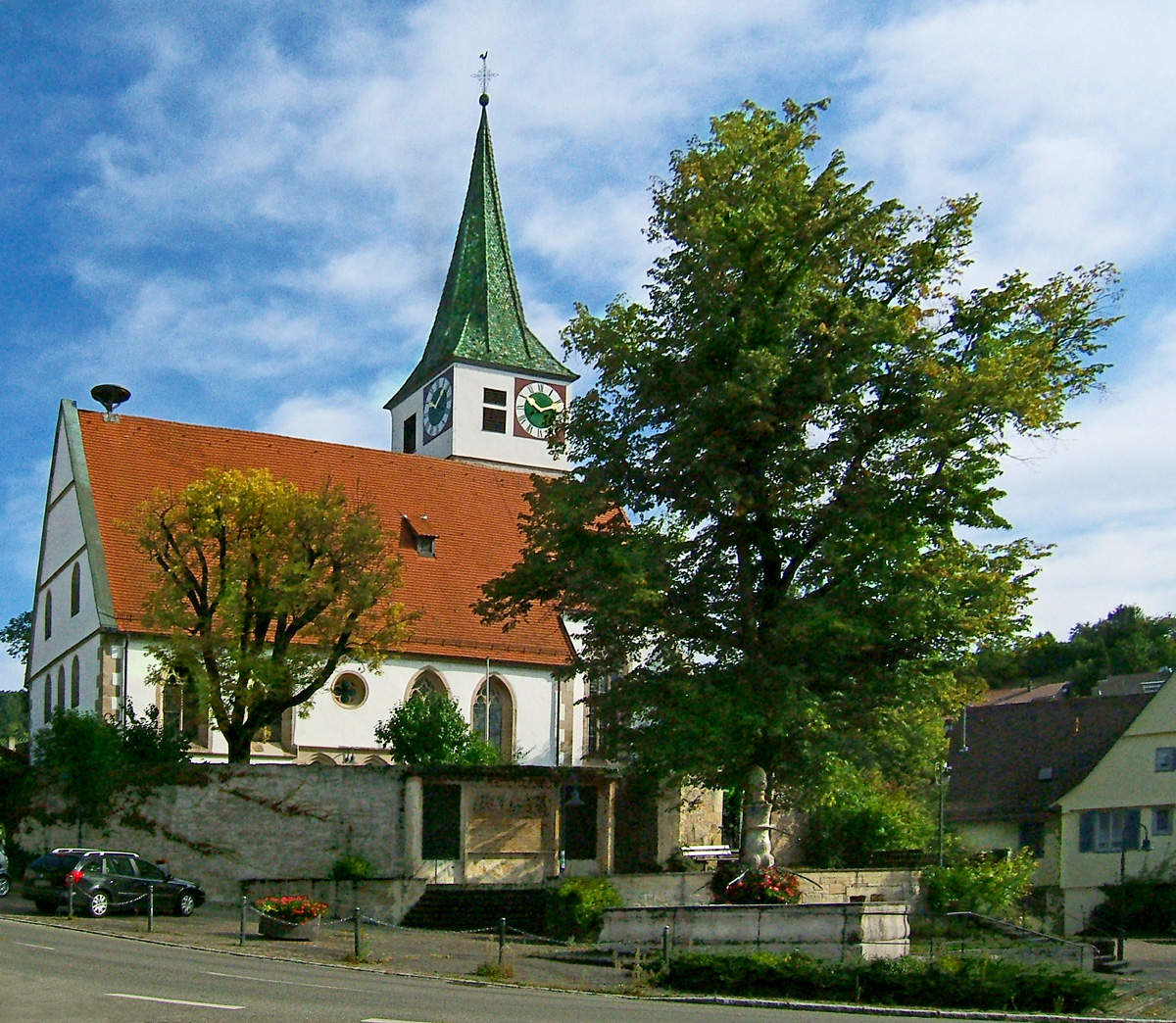
Kirchplatz, Grunbach

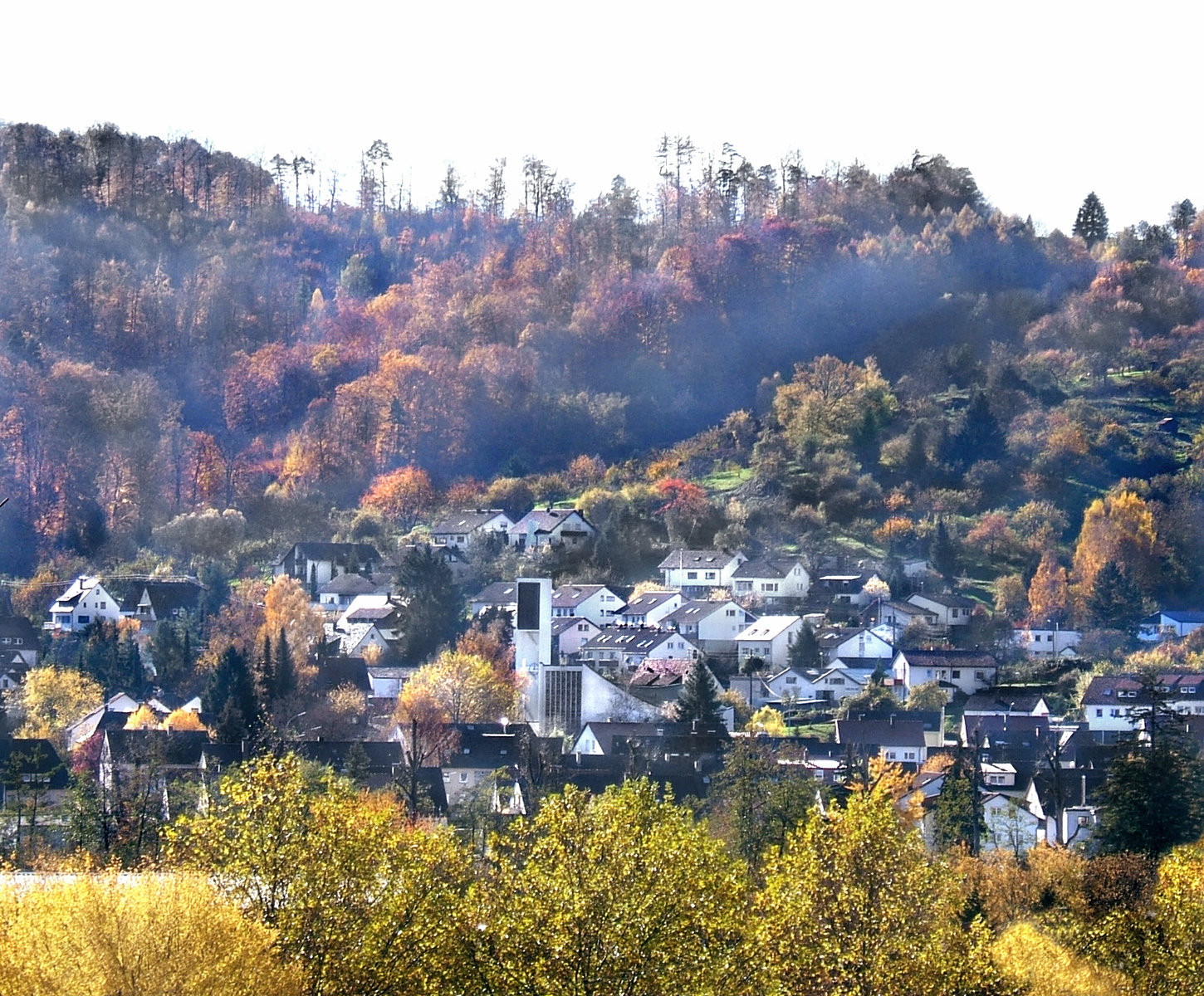
Ansicht der südlichen Nachkriegssiedlung von Geradstetten mit der katholischen Kirche St. Elisabeth

Christliches Leben im Remstal begann allmählich im 7. Jahrhundert, nachdem die Alemannen auf Grund ihrer Unterwerfung durch die Franken christianisiert wurden. Grunbach besaß schon früh eine katholische Pfarrei im Zuständigkeitsbereich des Bistums Konstanz. Die heute evangelische Dionysiuskirche in Grunbach wurde 1481 an Stelle einer Vorgängerkirche vermutlich aus dem 12. Jahrhundert erbaut und dem heiligen Dionysius von Paris geweiht. Geradstetten war im Mittelalter eine Filiale von Winterbach. Die heute evangelische Konradskirche in Geradstetten wurde im 14. Jahrhundert als Kapelle zu Ehren von Bischof Konrad von Konstanz errichtet und ab dem Jahre 1491 spätgotisch umgebaut. Eine eigene von Winterbach unabhängige Pfarrei wurde im Jahre 1497 durch Bischof Hugo von Konstanz eingerichtet.

### Evangelische Kirche
Ulrich von Württemberg setzte 1534 in seinem Herzogtum die Reformation durch und begründete damit eine eigene evangelische Landeskirche. Sämtliche Einwohner der Vorgängergemeinden Remshaldens wurden somit im 16. Jahrhundert gemäß dem Prinzip "Cuius regio, eius religio" evangelisch. Die evangelischen Bürger sind den vier selbstständigen Kirchengemeinden Grunbach, Geradstetten, Hebsack-Rohrbronn und Buoch zugeordnet. Alle Kirchengemeinden gehören zum Kirchenbezirk Schorndorf.
Weitere evangelische Organisationen mit Aktivitäten in Remshalden sind zum Beispiel der Württembergische Christusbund und die Altpietistische Gemeinschaft in Grunbach.

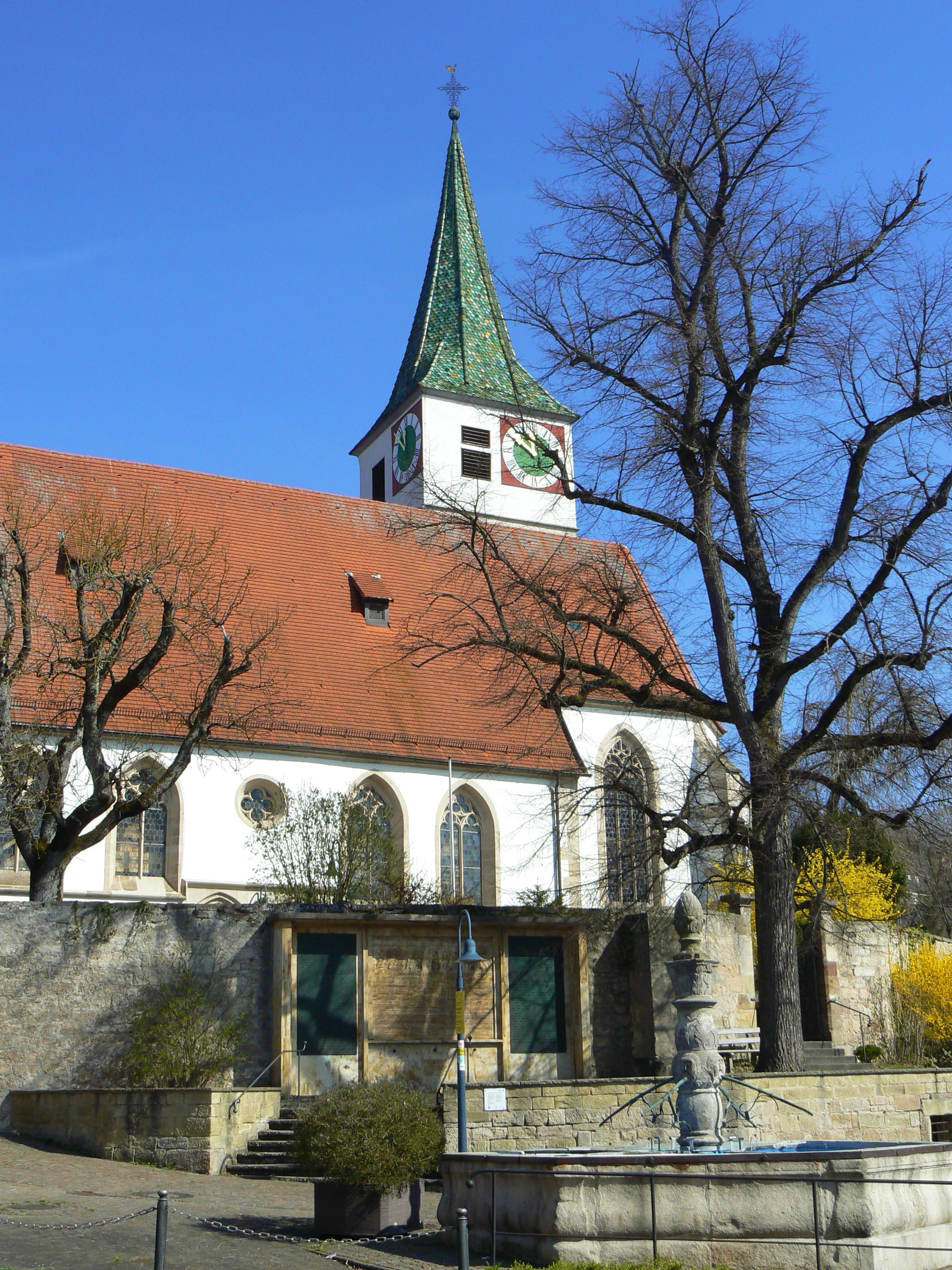
Evangelische Dionysiuskirche, Grunbach
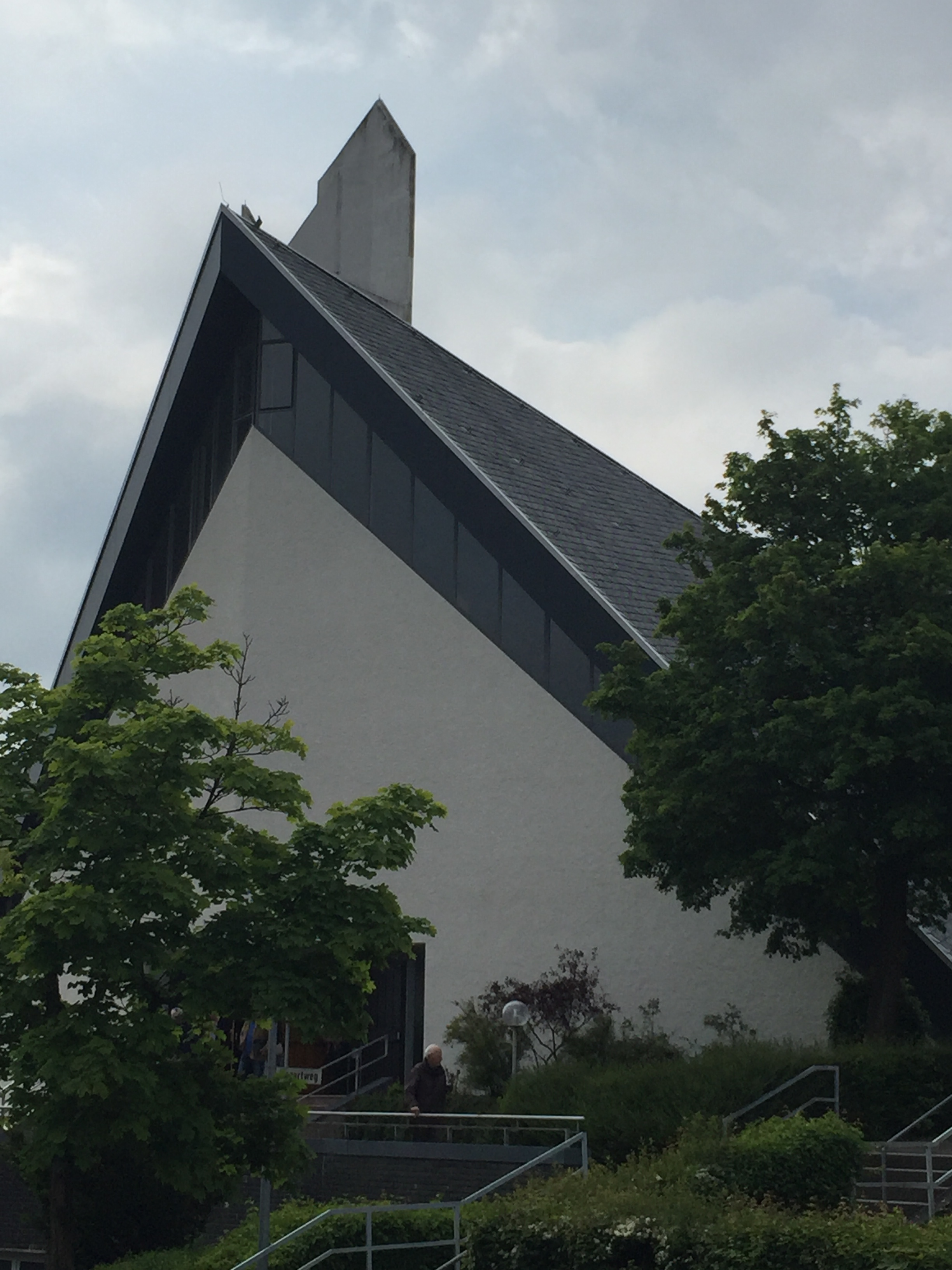
Katholische Kirche St. Michael, Grunbach
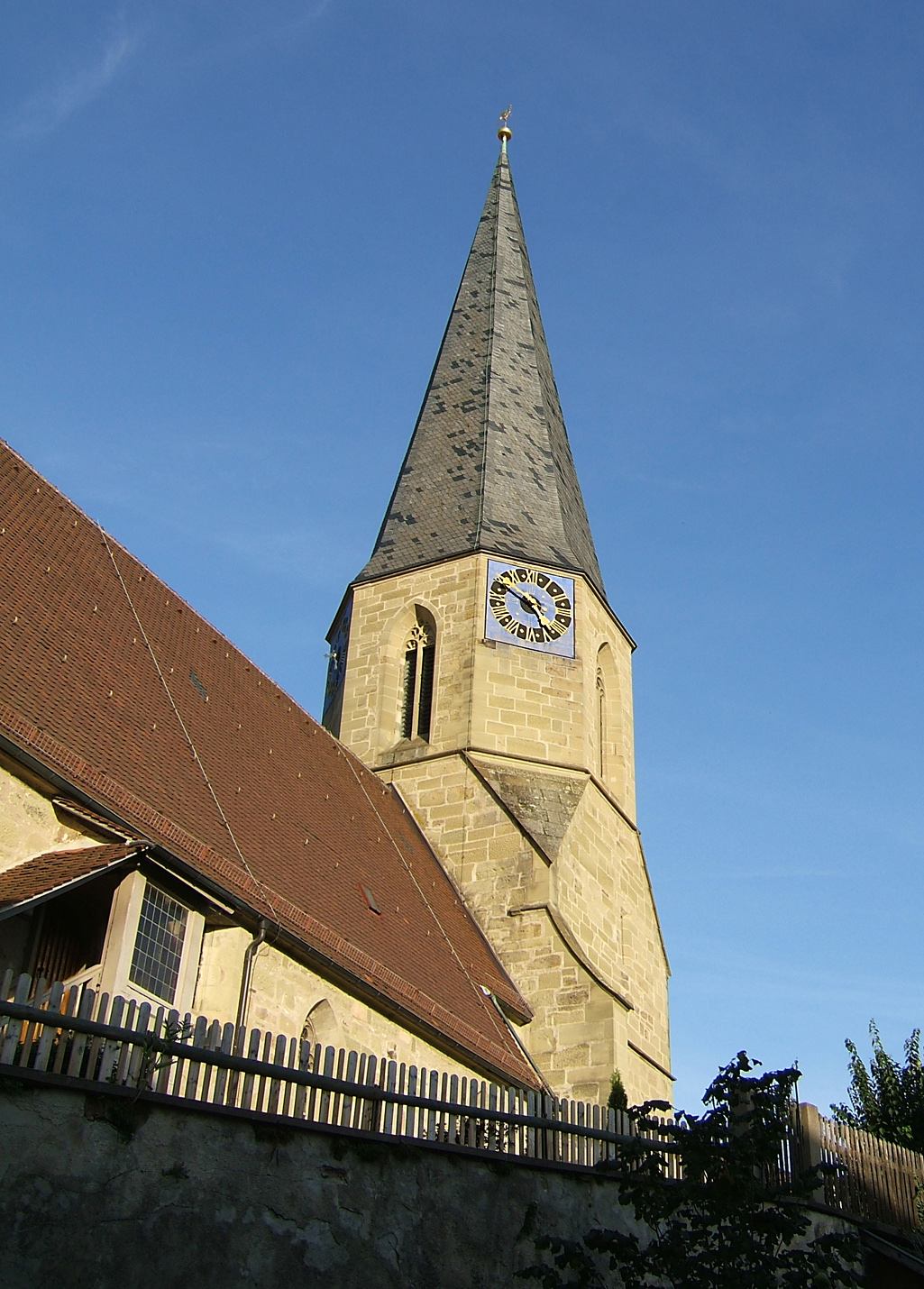
Evangelische Konradskirche, Geradstetten
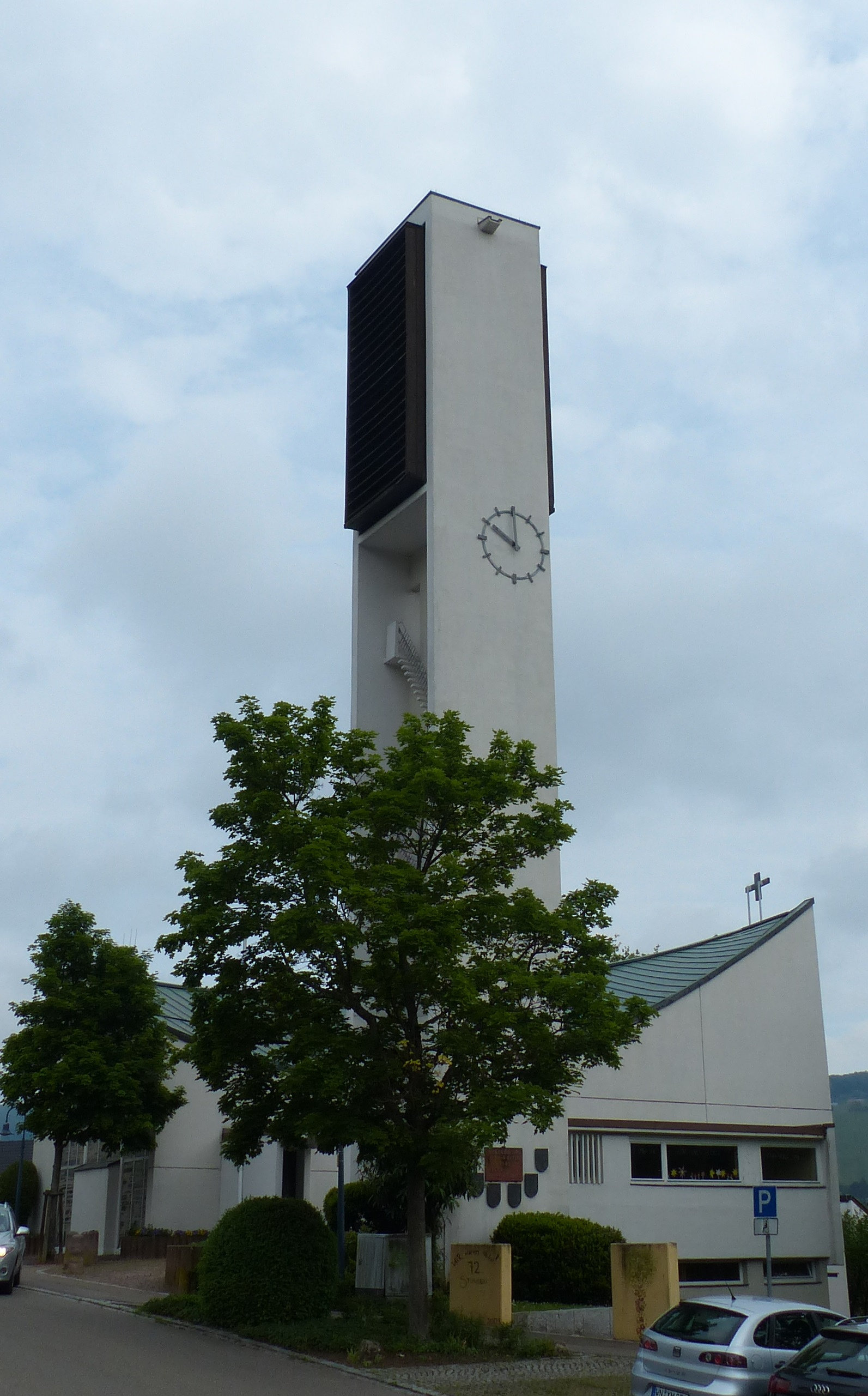
Katholische Kirche St. Elisabeth, Geradstetten
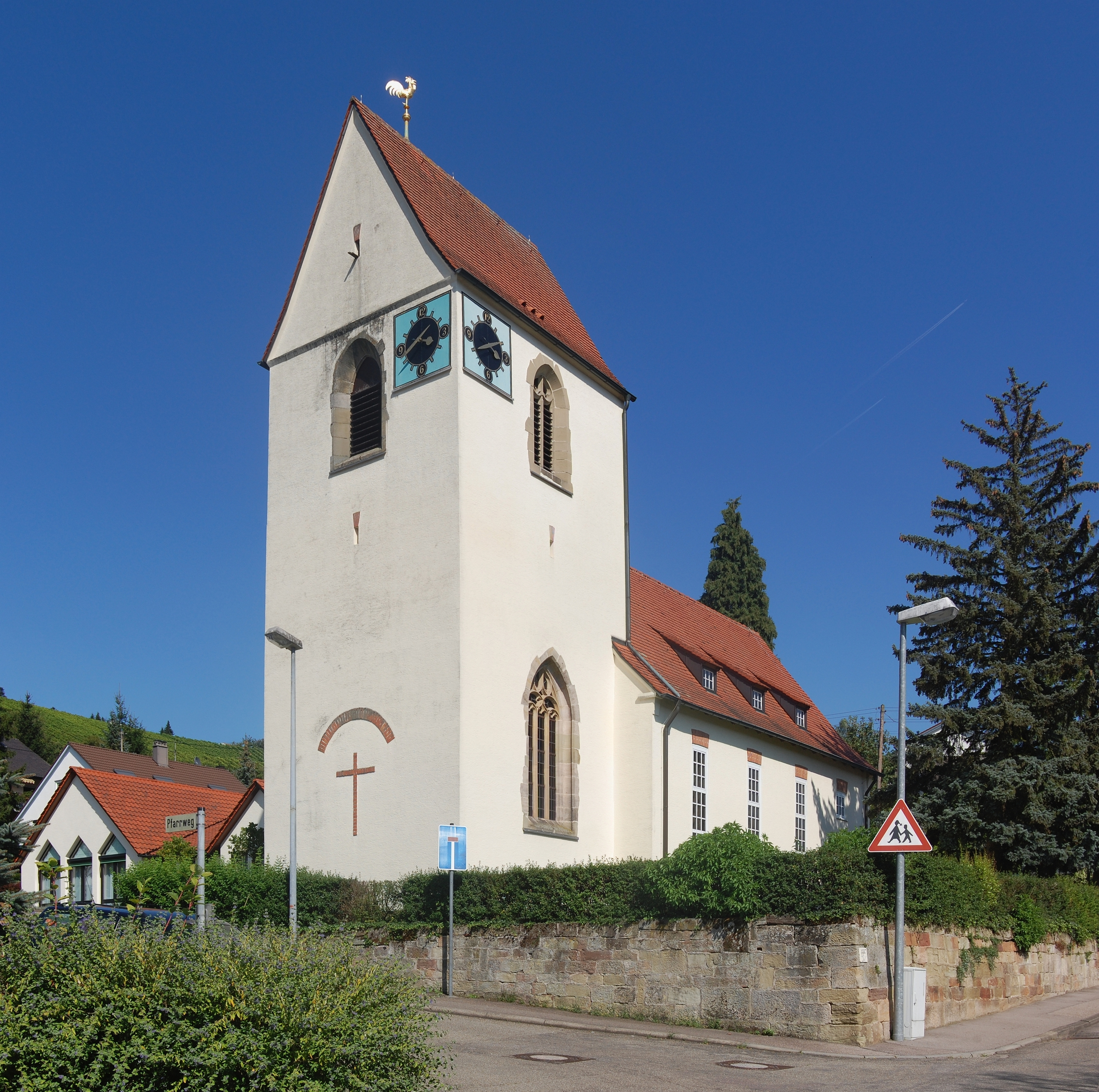
Evangelische Kreuzkirche, Hebsack
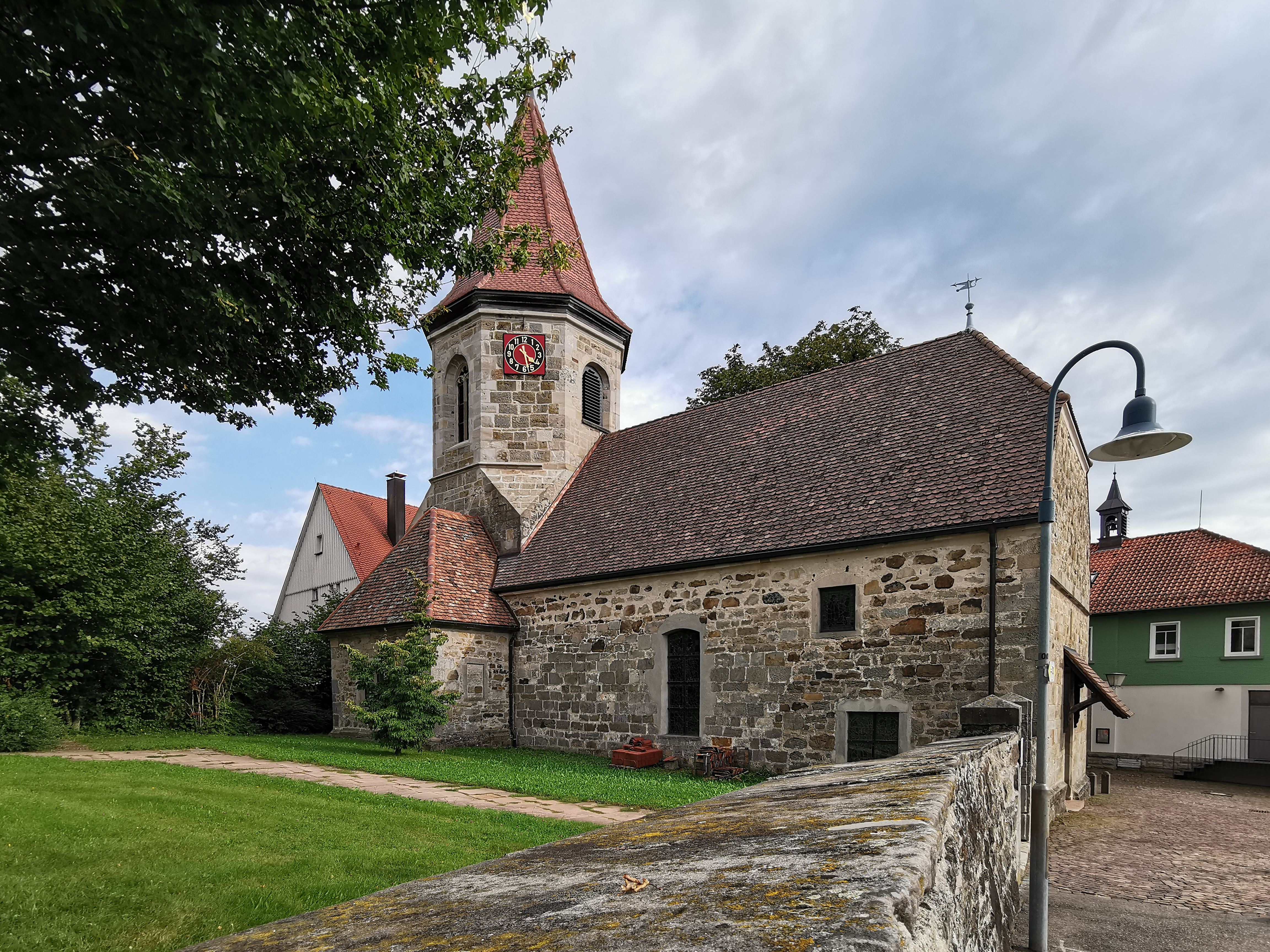
Evangelische St. Sebastian-Kirche, Buoch

### Katholische Kirche
Da die Bewohner der Altgemeinden in Remshalden auf Grund ihrer Zugehörigkeit zu Württemberg in der Zeit der Reformation 1534 unter Herzog Ulrich evangelisch wurden, konnte sich die katholische Kirche erst wieder seit dem Inkrafttreten des Religionsedikts vom 15. Oktober 1806, mit dem die katholische Kirche den evangelischen Kirchen im Königreich Württemberg gleichgestellt wurde, allmählich auf altwürttembergischem Territorium ausbreiten. Bis zum Ende des Zweiten Weltkriegs gab es jedoch kaum katholische Bewohner auf dem Gebiet Remshaldens. 1850 lebten z. B. in Grunbach nur zwei Katholiken. Erst durch die Flucht und Vertreibung Deutscher aus Mittel- und Osteuropa 1945–1950 siedelten sich auch in den Orten des späteren Remshaldens viele Katholiken an. Bereits 1946 wurde in Grunbach ein katholischer Pfarrverweser eingesetzt. Ab 1948 fungierte eine Baracke als katholische Notkirche in Grunbach. 1961 wurde die Pfarrverweserei Grunbach zu einer vollgültigen Pfarrei des Bistums Rottenburg erhoben. 1962 erhielt die Kirchengemeinde in der südlichen Nachkriegssiedlung von Geradstetten einen ersten regulären Sakralbau. Diese neue Kirche wurde auf den Namen der heiligen Elisabeth von Thüringen geweiht. 1964 wurde die Hauptkirche der Pfarrei in Grunbach geweiht. Ihr Namenspatron wurde der heilige Erzengel Michael, der auch Patron der gesamten katholischen Pfarrei in Remshalden ist. Um das Jahr 2000 lebten in der katholischen Kirchengemeinde St. Michael rund 3.200 Katholiken. Seither sinkt die Zahl und lag zum Jahresende 2015 bei ungefähr 2.800 Mitgliedern. Die Pfarrei St. Michael gehört heute zur Seelsorgeeinheit Remstaltor, welches die katholischen Gemeinden in Beutelsbach, Endersbach, Kernen und Remshalden umfasst. Die Seelsorgeeinheit Remstaltor ist Bestandteil des Dekanats Rems-Murr.
Als eine von der Pfarrei unabhängige katholische Institution ist auch die Franziskanische Gemeinschaft am Ort vertreten.

### Neuapostolische Kirche
In Remshalden gibt es auch eine Gemeinde der Neuapostolischen Kirche mit Sitz in Geradstetten.

## Politik

### Gemeinderat
Der Gemeinderat in Remshalden hat 22 Mitglieder. Die Kommunalwahl am 9. Juni 2024 führte zu folgendem Endergebnis. Der Gemeinderat besteht aus den gewählten ehrenamtlichen Gemeinderäten und dem Bürgermeister als Vorsitzendem. Der Bürgermeister ist im Gemeinderat stimmberechtigt.
| Parteien und Wählergemeinschaften | Parteien und Wählergemeinschaften           | % 2024 | Sitze 2024 | % 2019 | Sitze 2019 | Kommunalwahl 2024 %403020100 36,2 %24,2 %13,9 %13,5 %12,2 %n. k. % BWVCDUSPDGrüneFDP-FWALiGewinne und Verlusteim Vergleich zu 2019 %p 14 12 10 8 6 4 2 0 −2 −4 −6 −8−10−12−14+3,8 %p+2,7 %p−4,1 %p+13,5 %p−2,5 %p−13,5 %pBWVCDUSPDGrüneFDP-FWALi |
| BWV                               | Bürgerliche Wählervereinigung Remshalden    | 36,2   | 8          | 32,4   | 7          | Kommunalwahl 2024 %403020100 36,2 %24,2 %13,9 %13,5 %12,2 %n. k. % BWVCDUSPDGrüneFDP-FWALiGewinne und Verlusteim Vergleich zu 2019 %p 14 12 10 8 6 4 2 0 −2 −4 −6 −8−10−12−14+3,8 %p+2,7 %p−4,1 %p+13,5 %p−2,5 %p−13,5 %pBWVCDUSPDGrüneFDP-FWALi |
| CDU                               | Christlich Demokratische Union Deutschlands | 24,2   | 5          | 21,5   | 5          | Kommunalwahl 2024 %403020100 36,2 %24,2 %13,9 %13,5 %12,2 %n. k. % BWVCDUSPDGrüneFDP-FWALiGewinne und Verlusteim Vergleich zu 2019 %p 14 12 10 8 6 4 2 0 −2 −4 −6 −8−10−12−14+3,8 %p+2,7 %p−4,1 %p+13,5 %p−2,5 %p−13,5 %pBWVCDUSPDGrüneFDP-FWALi |
| SPD                               | Sozialdemokratische Partei Deutschlands     | 13,9   | 3          | 18,0   | 4          | Kommunalwahl 2024 %403020100 36,2 %24,2 %13,9 %13,5 %12,2 %n. k. % BWVCDUSPDGrüneFDP-FWALiGewinne und Verlusteim Vergleich zu 2019 %p 14 12 10 8 6 4 2 0 −2 −4 −6 −8−10−12−14+3,8 %p+2,7 %p−4,1 %p+13,5 %p−2,5 %p−13,5 %pBWVCDUSPDGrüneFDP-FWALi |
| GRÜNE                             | Bündnis 90/Die Grünen                       | 13,5   | 3          | −      | −          | Kommunalwahl 2024 %403020100 36,2 %24,2 %13,9 %13,5 %12,2 %n. k. % BWVCDUSPDGrüneFDP-FWALiGewinne und Verlusteim Vergleich zu 2019 %p 14 12 10 8 6 4 2 0 −2 −4 −6 −8−10−12−14+3,8 %p+2,7 %p−4,1 %p+13,5 %p−2,5 %p−13,5 %pBWVCDUSPDGrüneFDP-FWALi |
| FDP-FW                            | Freie Demokratische Partei/Freie Wähler     | 12,2   | 3          | 14,7   | 3          | Kommunalwahl 2024 %403020100 36,2 %24,2 %13,9 %13,5 %12,2 %n. k. % BWVCDUSPDGrüneFDP-FWALiGewinne und Verlusteim Vergleich zu 2019 %p 14 12 10 8 6 4 2 0 −2 −4 −6 −8−10−12−14+3,8 %p+2,7 %p−4,1 %p+13,5 %p−2,5 %p−13,5 %pBWVCDUSPDGrüneFDP-FWALi |
| ALi                               | Alternative Liste Remshalden                | −      | −          | 13,52  | 3          | Kommunalwahl 2024 %403020100 36,2 %24,2 %13,9 %13,5 %12,2 %n. k. % BWVCDUSPDGrüneFDP-FWALiGewinne und Verlusteim Vergleich zu 2019 %p 14 12 10 8 6 4 2 0 −2 −4 −6 −8−10−12−14+3,8 %p+2,7 %p−4,1 %p+13,5 %p−2,5 %p−13,5 %pBWVCDUSPDGrüneFDP-FWALi |
| gesamt                            | gesamt                                      | 100,0  | 22         | 100,0  | 22         | Kommunalwahl 2024 %403020100 36,2 %24,2 %13,9 %13,5 %12,2 %n. k. % BWVCDUSPDGrüneFDP-FWALiGewinne und Verlusteim Vergleich zu 2019 %p 14 12 10 8 6 4 2 0 −2 −4 −6 −8−10−12−14+3,8 %p+2,7 %p−4,1 %p+13,5 %p−2,5 %p−13,5 %pBWVCDUSPDGrüneFDP-FWALi |
| Wahlbeteiligung                   | Wahlbeteiligung                             | 66,8 % | 66,8 %     | 64,7 % | 64,7 %     | Kommunalwahl 2024 %403020100 36,2 %24,2 %13,9 %13,5 %12,2 %n. k. % BWVCDUSPDGrüneFDP-FWALiGewinne und Verlusteim Vergleich zu 2019 %p 14 12 10 8 6 4 2 0 −2 −4 −6 −8−10−12−14+3,8 %p+2,7 %p−4,1 %p+13,5 %p−2,5 %p−13,5 %pBWVCDUSPDGrüneFDP-FWALi |

### Bürgermeister
| Jahr      | Bürgermeister                          |
| --------- | -------------------------------------- |
| 1974–1975 | Amtsverweser: Helmuth Kuhnle           |
| 1975–1990 | Winfried Kübler                        |
| 1990–1991 | Bernd Friedmann (Erster Beigeordneter) |
| 1991–1999 | Andreas Spätgens                       |
| 1999–2013 | Norbert Zeidler                        |
| 2013–2018 | Stefan Breiter                         |
| seit 2018 | Reinhard Molt                          |

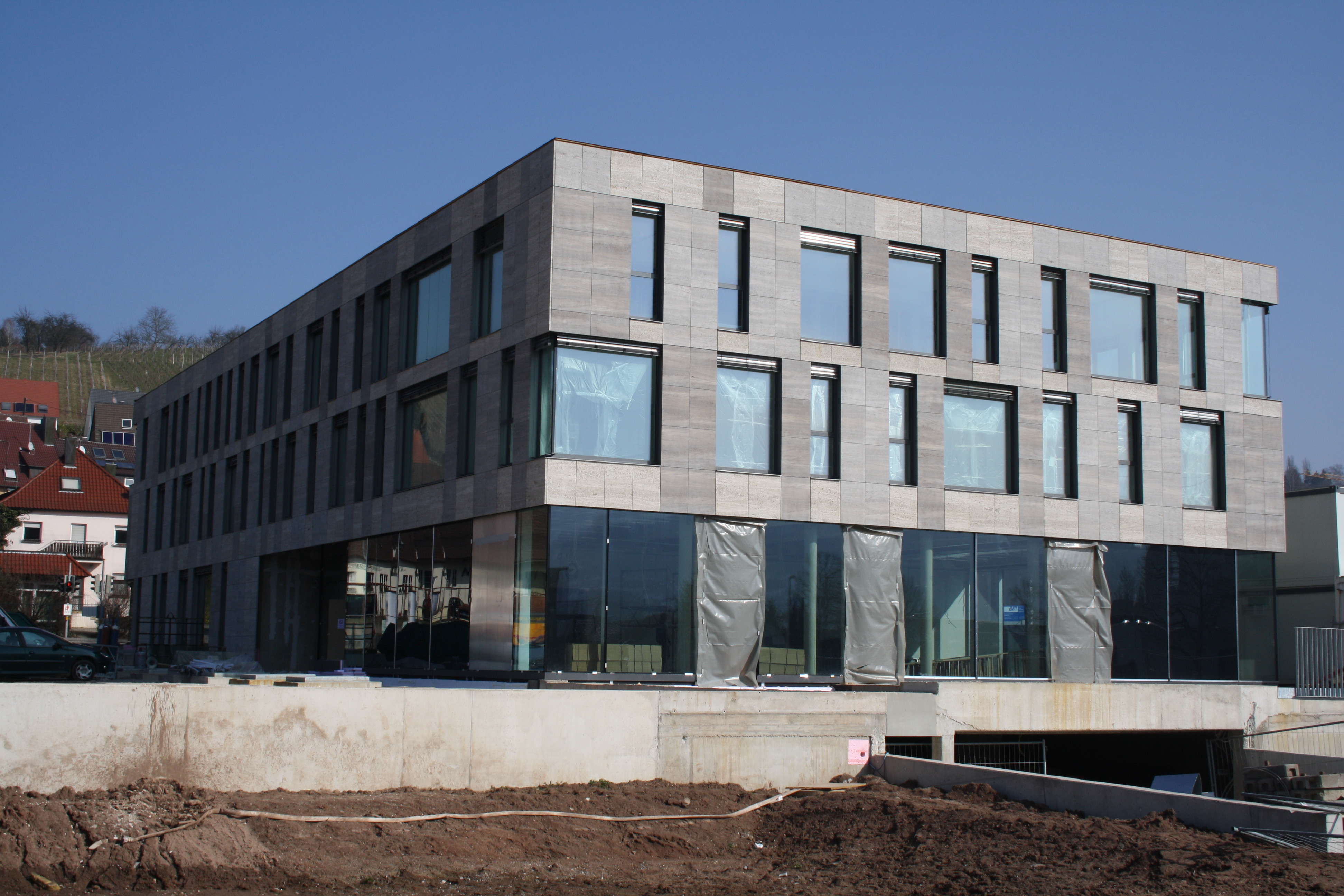
Neues Rathaus von Remshalden im März 2011 im Rohbau
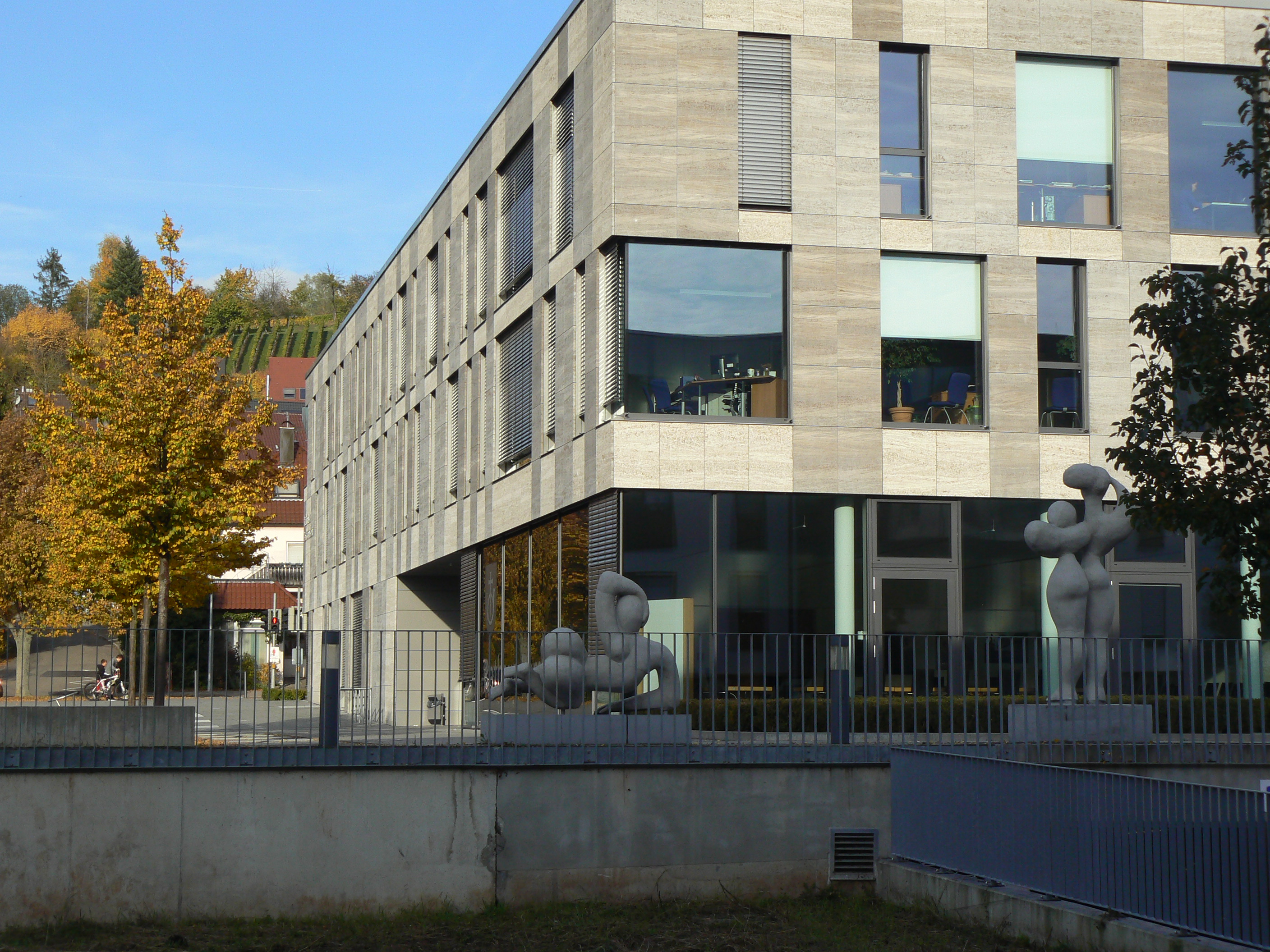
Südseite des Rathauses
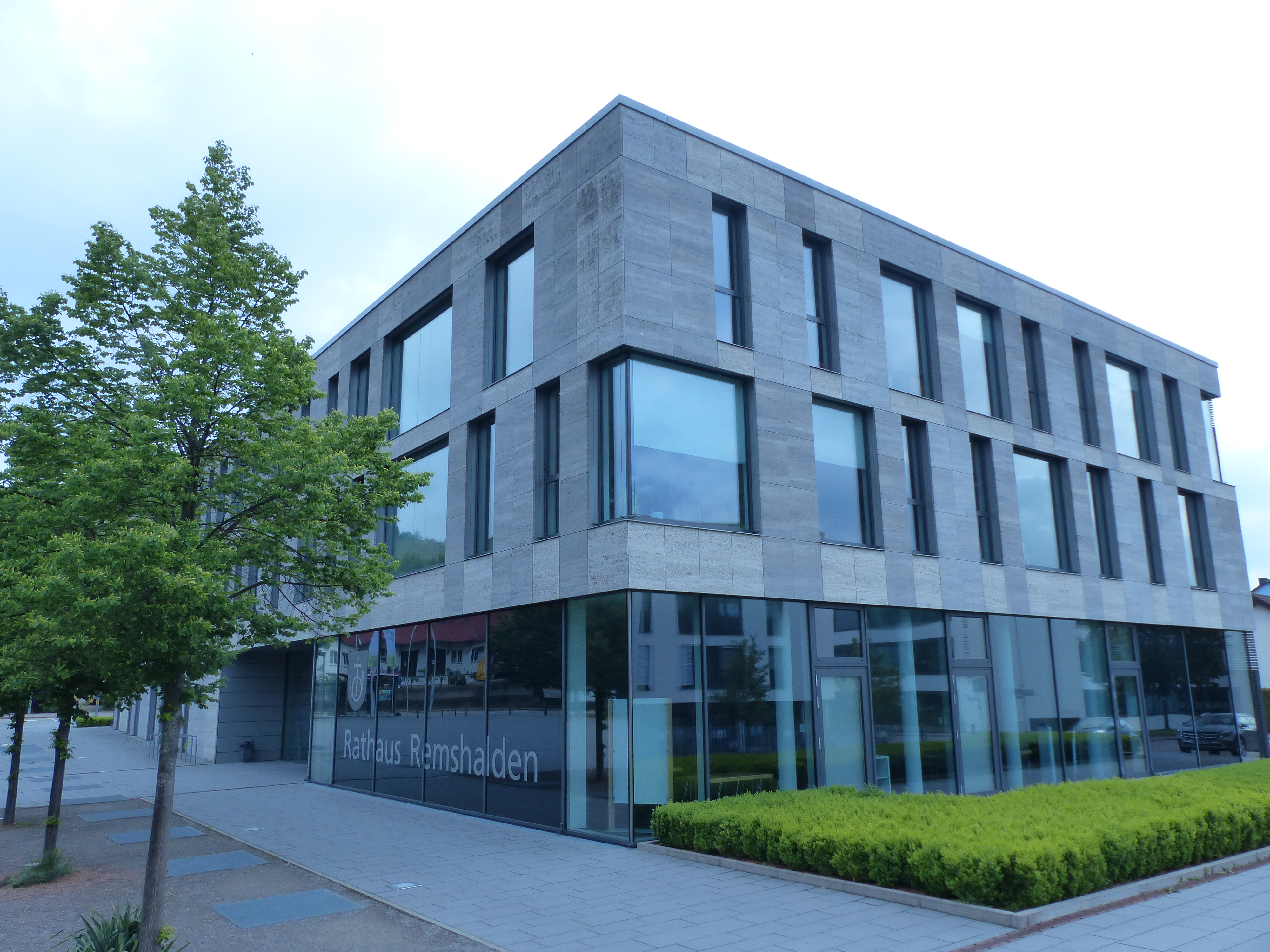
Südwestecke des Rathauses
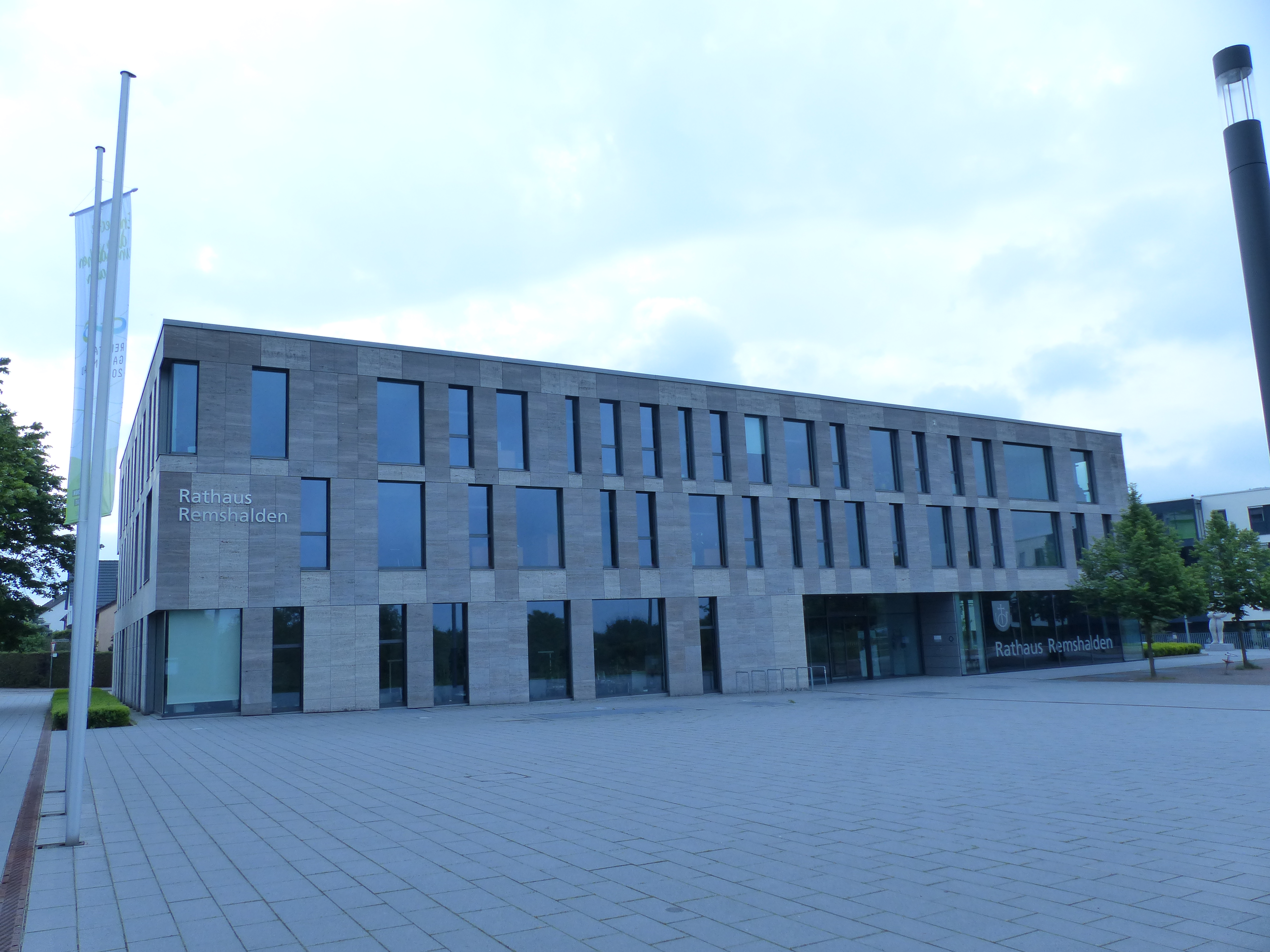
Westportal des Rathauses
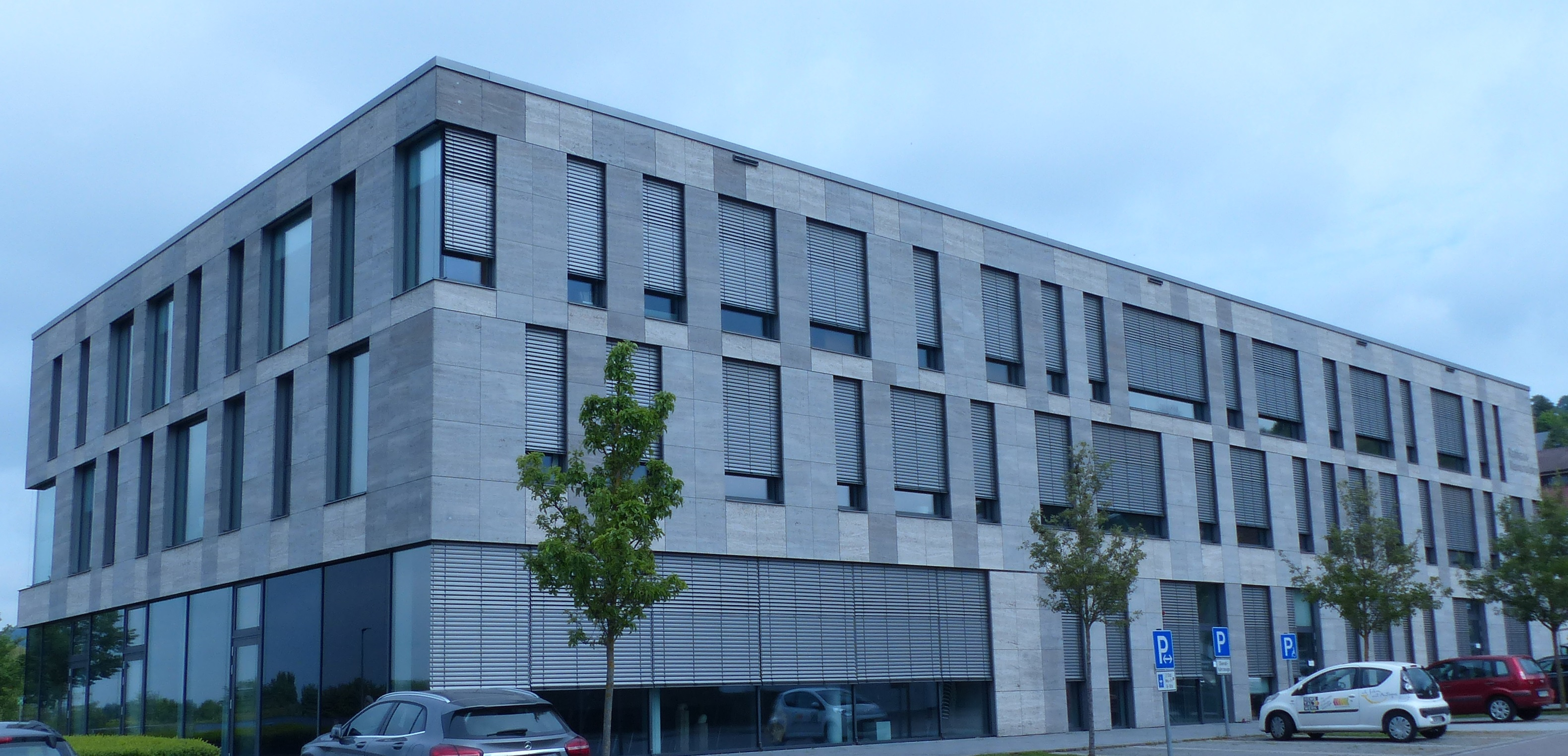
Ostseite des Rathauses

### Partner in Europa

#### Gournay-en-Bray (Frankreich)
Gournay-en-Bray liegt in der Normandie ca. 90 km nordwestlich von Paris und damit auf halbem Weg von der französischen Metropole zur Hafenstadt Dieppe an der Kanalküste. Die Stadtgeschichte geht zurück bis in das 10. Jahrhundert. Gournay ist Handels- und Dienstleistungszentrum der gleichnamigen Region mit einer Anzahl kleiner Ortschaften und zählt etwa 6500 Einwohner. Ein Baudenkmal ist die Stiftskirche St. Hildevert aus dem 11. und 12. Jahrhundert. Offiziell besiegelt wurde die Partnerschaft im Oktober 1989 in Gournay und im Juli 1990 in Remshalden.

#### Etyek (Ungarn)
Etyek liegt im Ofner Bergland, 28 km westlich von Budapest auf einer Meereshöhe von ca. 176 m. Die erste urkundliche Erwähnung datiert aus dem Jahr 1326. Nachdem durch die Türkenkriege und Seuchen die Gemeinde Etyek und die umliegenden Gebiete fast völlig entvölkert worden waren, siedelten sich ab 1720 unter der Herrschaft Kaiserin Maria Theresias Schwaben aus dem süddeutschen Raum an. Etyek zählt etwa 4400 Einwohner, davon sind etwa 17 % Deutsche. Besonders verbinden die Gemeinden der Weinbau und die Menschen, die nach dem Zweiten Weltkrieg Etyek verlassen mussten und in Remshalden eine neue Heimat fanden. Offiziell besiegelt wurde die Partnerschaft im August 1994 in Remshalden und im Oktober 1995 in Etyek.

#### Elterlein (Deutschland)
Die Bergstadt Elterlein mit ca. 3000 Einwohnern ist eine erzgebirgische Kleinstadt mit wechselvoller Geschichte und traditionellen Wurzeln. Interessant an dieser Stadt ist die Besiedelung entlang der historischen Salzstraße von Halle nach Prag. 1406 erstmals urkundlich erwähnt, wurde Elterlein im Laufe der Jahrhunderte mehrmals fast vollständig zerstört. Um das Jahr 1500 verwaltete ein eigenes Bergamt fünf Silberzechen. 1763 wurde der letzte Silberstollen geschlossen. Feldwirtschaft, Viehzucht und Klöppeln wurden neben Nagel- und Hufschmieden wichtigste Erwerbszweige.

## Wirtschaft und Infrastruktur

### Verkehr
Remshalden liegt im Remstal an der Bundesstraße 29 (Stuttgart–Aalen) zwischen Stuttgart und Schorndorf. 
Remshalden ist mit der S-Bahn-Linie S 2 (Schorndorf–Stuttgart–Flughafen–Filderstadt) an das Stuttgarter S-Bahn-Netz angeschlossen. Die Stationen Grunbach und Geradstetten befinden sich im Ortsgebiet von Remshalden.
Durch eine Alltagsroute aus dem Radnetz Baden-Württemberg ist Remshalden über Winterbach mit Schorndorf und in der anderen Richtung über Weinstadt mit Waiblingen und Fellbach verbunden. 
Durch Remshalden führt der Remstal-Radweg, der als Landes-Radfernweg von Aalen kommend zur Mündung der Rems in den Neckar in Remseck führt und dann noch durch Fellbach und Kernen im Remstal nach Weinstadt verläuft.

### Ansässige Unternehmen

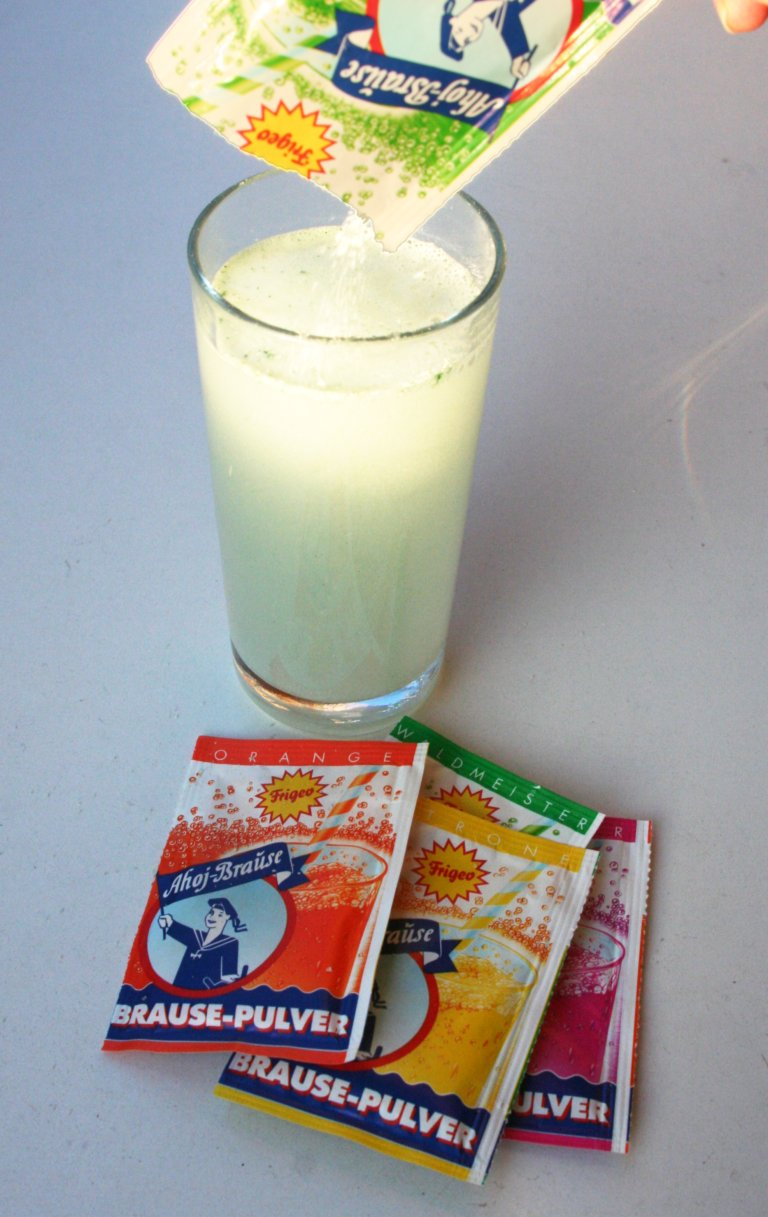
Ahoj-Brause

In Remshalden gibt es zahlreiche Unternehmen, darunter:
- Arnold Zentralverwaltungsgesellschaft
- Brawa Modellspielwaren
- Frigeo, das seit 2002 zu Katjes gehört, produziert am Standort Remshalden die Ahoj-Brause
- Klingele Papierwerke
- Schnaithmann Maschinenbau
- KRAISS & FRIZ Gase und Technik

Weitere bekannte Unternehmen, die ehemals in Remshalden ansässig waren oder ihren Ursprung in Remshalden hatten, sind:
- Max Holder GmbH (1949 bis 1986) Werk in Grunbach zur Kleinschlepperproduktion[22]
- Irmscher Automobilbau (Werk bis 2013)[23]

### Bildungseinrichtungen
Schulen in jeweils wechselnden Gebäuden haben in Remshalden eine alte Tradition. So lassen sich zum Beispiel in Geradstetten Schulgebäude seit 1660 nachweisen. Heute gibt es in Remshalden zwei Grundschulen, eine im Ortsteil Grunbach und eine im Ortsteil Geradstetten. Von 1962 bis 2017 gab es in Grunbach die Ernst-Heinkel-Realschule. Westlich des 1960 in Betrieb genommenen Grundschulgebäudes in Geradstetten entstand zu Beginn der 1970er Jahre am Ortsrand ein Schulgebäude in Stahlbetonskelettbauweise, welches von 1973 bis 2013 von der Hauptschule Geradstetten genutzt wurde. Der Betrieb der Hauptschule wurde 2013 beendet und nach einer Umbauphase zog die frühere Ernst-Heinkel-Realschule von Grunbach in das sanierte und erweiterte ehemalige Hauptschulgebäude nach Geradstetten um. Seit dem 7. Oktober 2017 befindet sich in diesem Gebäude die jetzt umbenannte Realschule Remshalden.
Weitere Bildungseinrichtungen in Remshalden sind das Ausbildungszentrum Bau der Bildungsakademie der Bauwirtschaft Baden-Württemberg in Geradstetten sowie das IHK Bildungshaus der Industrie- und Handelskammer Region Stuttgart in Grunbach.
In Remshalden gibt es außerdem eine Außenstelle der Volkshochschule Schorndorf und der Jugendmusikschule Schorndorf und Umgebung.

## Vereine
- Die Ortsgruppe Remshalden des Schwäbischen Albvereins wurde 2007 mit der Eichendorff-Plakette ausgezeichnet.[34]

## Persönlichkeiten

### Söhne und Töchter der Gemeinde
- David Wolleber (um 1555–1597), geboren in Grunbach, Chronist
- Friedrich Retter (1816–1891), geboren in Geradstetten, Gastwirt, Landtags- und Reichstagsabgeordneter
- Theodor Völter (1874–1910), geboren in Geradstetten, württembergischer Oberamtmann
- Ernst Heinkel (1888–1958), geboren in Grunbach, Ingenieur und Luftfahrtpionier
- Hannel Nitschke-Illg (1923–2018), geboren in Grunbach, Künstlerin
- Rosemarie Glaser (* 1949), geboren in Geradstetten, Landtagsabgeordnete
- Mine, bürgerlich Jasmin Stocker (* 1986), Sängerin, Songwriterin und Produzentin
- Lena Klingler (* 2000), Handballspielerin

### Personen, die in Remshalden gewirkt haben

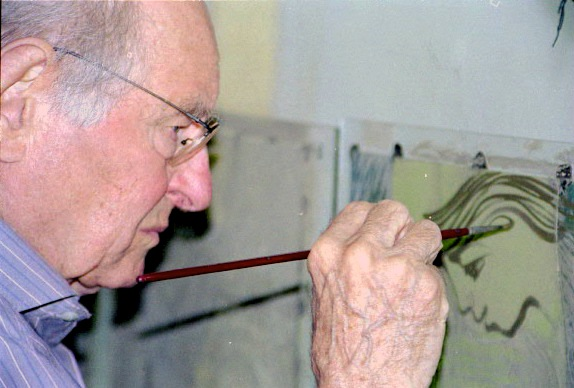
Hans Gottfried von Stockhausen, 2000

- Eduard Hiller (* 1818 in Stuttgart; † 1902 in Buoch), Dichter, Agrarwissenschaftler
- Andreas Stihl (* 1896 in Zürich; † 1973 in Rohrbronn), Gründer des in Waiblingen ansässigen Herstellers von Motorgeräten
- Hans Gottfried von Stockhausen (* 12. Mai 1920 auf der Trendelburg; † 8. Januar 2010 in Buoch), Glasmaler und -künstler
- Helmut Palmer (* 1930 in Stuttgart-Untertürkheim; † 2004 in Tübingen), als „Remstalrebell“ bekannter Bürgerrechtler und Pomologe, Vater von Boris Palmer, lebte in Geradstetten
- Ulrich Mack (* 1951 in Heidenheim an der Brenz), von 1984 bis 1989 Pfarrer in Remshalden-Geradstetten
- Boris Palmer (* 1972 in Waiblingen), aufgewachsen in Geradstetten, parteiloser Politiker, seit 2007 Oberbürgermeister der Stadt Tübingen

### Ehrenbürger
Zum Ehrenbürger der Gemeinde wurden u. a. Ernst Heinkel und Max Holder ernannt. Eine Ehrenbürgerschaft erlischt mit dem Tod des Geehrten.